# Lenguas de México
Las lenguas de México son los idiomas (y sus variedades lingüísticas) hablados de manera estable por quienes habitan el territorio mexicano. Aunque el idioma español representa la mayoría lingüística, en México se hablan alrededor de setenta idiomas autóctonos. Aunque casi todos caen en uno de los 8 grupos relacionados, la mayoría de los 3 siguientes:
- En el grupo yutonahua está el idioma más hablado después del español; el náhuatl, con aproximadamente dos millones de hablantes, representan más de la mitad del grupo.
- En el grupo mayense, tres idiomas pasan de medio millón de hablantes: el maya yucateco, el tseltal y el tsotsil.
- En el grupo otomangue, hay dos idiomas que rodean el medio millón de hablantes: el mixteco y el zapoteco.

Cada idioma tiene sus respectivas variantes lingüísticas o dialectos, de los cuales se cree que se siguen hablando alrededor de trescientas sesenta y cuatro, en el año 2020. No existe un único idioma oficial establecido, el español y los 68 idiomas indígenas del país tienen reconocimiento como lenguas oficiales de México con el mismo valor ante la ley. Aunque de acuerdo al último censo del INEGI del 2020, solo 865 972 personas no hablaban español en el país, lo que equivale al 0.6 % de 129 875 529 habitantes en total del país.
La gran cantidad de lenguas que se hablan en el territorio mexicano hacen del país uno de los más ricos en diversidad lingüística en el mundo. Conforme al artículo 4.º de la Ley General de Derechos Lingüísticos de los Pueblos Indígenas, publicada el 15 de marzo de 2003, las lenguas indígenas de México y la lengua española se declararon «lenguas nacionales» por su carácter histórico, por lo que cuentan con la misma validez en todo el territorio mexicano.
Durante el periodo virreinal se mantuvieron estas variedades lingüísticas, consolidándose el español como la lengua predominante entre las clases altas y el náhuatl como lengua franca. 

«Bien paresce, como la experiencia nos enseña y la Divina Escriptura manifiesta, por el pecado de la soberbia, hasta estas partes haberse derramado la confusión de lenguas, porque las que hay en la Nueva España con mucho trabajo se podrían contar, tan diferentes las unas de las otras, que cada una paresce ser de reino extraño y muy apartado, y esto es tan cierto que en un pueblo que se llama Tacuba, una legua de México, hay seis lenguas diferentes, las cuales son; la mexicana, aunque corrupta, por ser serranía donde se habla; la otomí, la guata, la mazaua, la chuchumé y la chichímeca, aunque es de saber que en toda la Nueva España y fuera della es la mexicana tan universal, que en todas partes hay indios que la hablan como la latina en los reinos de Europa.»[sic]
Francisco Cervantes de Salazar

A partir de la independencia de México, se planteó la necesidad de castellanizar todos los pueblos indígenas, pues se veía en la diversidad lingüística una dificultad para integrarlos a la sociedad nacional. Hasta el siglo XX, la única lengua de enseñanza y de la administración era el español; los primeros intentos de alfabetización en lenguas indígenas tenían por objeto que los educandos aprendieran a escribir para después continuar el proceso educativo exclusivamente en español.
La población hablante de cada una de las lenguas nacionales de México no es conocida con precisión. El Censo de Población y Vivienda de 2010, realizado por el INEGI, señala que alrededor de seis millones de personas hablan una lengua indígena, pero el dato corresponde solo a personas mayores de cinco años. La población étnica indígena fue calculada por la CDI en 12,7 millones de personas en 1995, lo que equivalía al 13,1 % de la población nacional en ese año (1995). A su vez, la CDI sostenía que, en 1995, los hablantes de lenguas indígenas en el país sumaban alrededor de siete millones. Tampoco se conoce con precisión la magnitud de las comunidades hablantes de lenguas extranjeras que se han establecido en el país como consecuencia de la inmigración.
Entre las lenguas alóctonas habladas en comunidades establecidas en México por más de una generación se encuentran: el inglés, hablado principalmente en Baja California y Chihuahua por los mormones; el plódich, con alrededor de 70 000 hablantes menonitas, principalmente en Chihuahua y Campeche; el véneto chipileño, con aproximadamente 7000 hablantes, en su mayoría habitantes de Chipilo, Puebla; el romanés, con una cifra estimada de 5000 hablantes, principalmente en Oaxaca; el criollo afroseminol, con hablantes en Coahuila; el kikapú, con 63 hablantes en el mismo estado; y varias lenguas ibéricas como el catalán, el vasco y el gallego, con 64 000, 25 000 y 13 000 hablantes, respectivamente.

## Historia

Distribución aproximada a finales del siglo 15 de las familias lingüísticas nativas con presencia en el actual territorio mexicano.

El español es la lengua más extendida en el territorio mexicano. Aunque no existe ninguna declaratoria legal que lo convierta en lengua oficial, su uso en los documentos oficiales y su hegemonía en la enseñanza estatal lo han convertido en un idioma oficial de facto y más del 98 % del total de los más de 128.9 millones de habitantes de México lo emplean, ya sea como lengua materna o como segunda lengua.
El español llegó al territorio que actualmente se conoce como México acompañando a los conquistadores hispanos en las primeras décadas del siglo XVI. El primer contacto entre los hablantes de las lenguas indígenas de la región y los hispanoparlantes se presentó a raíz del naufragio de dos marinos españoles. Uno de ellos, Jerónimo de Aguilar, se convertiría ulteriormente en intérprete de Hernán Cortés.
A partir de la penetración española en territorio mexicano, el idioma español fue obteniendo una presencia mayor en los ámbitos más importantes de la vida. Primero, en la Nueva España, fue la principal lengua de la administración durante el siglo XVII. Sin embargo, el uso de los idiomas indígenas estaba permitido, e incluso el náhuatl era idioma oficial del virreinato desde el año 1570. No obstante, lo anterior, se calcula que, al consumarse la independencia de México, el número de hipanohablantes escasamente superaba el 30 % de la población, ya que los indígenas seguían empleando mayoritariamente sus lenguas vernáculas.

### México virreinal
La relación entre el español y las lenguas indígenas ha pasado por diversos momentos desde que los europeos llegaron a América. En el caso mexicano, numerosas lenguas indígenas fueron objeto de atención para los primeros misioneros evangelizadores, que mostraron un celo particular por aprender los idiomas nativos y cristianizar a los americanos en sus propias lenguas. Estos y otros intelectuales en los años posteriores a la Conquista produjeron las primeras gramáticas y vocabularios de idiomas como el náhuatl, el maya, el otomí, el mixteco y el purépecha. Así, estas lenguas fueron escritas por primera vez en caracteres latinos. En contraste, numerosas lenguas se perdieron antes de que pudieran ser registradas o estudiadas sistemáticamente, pues sus hablantes fueron rápidamente asimilados, o bien, se extinguieron físicamente. En el caso de decenas de lenguas desaparecidas entre los siglos XVI y XIX, lo único que queda son menciones de su existencia en algunos escritos y pequeños vocabularios. Se calcula que hacia el siglo XVII, en México se hablaban más de cien lenguas.
A lo largo de todo el siglo XIX y la mayor parte del siglo XX, la política dominante en lo que refiere a la lengua nacional era la de castellanizar a los hablantes de lenguas indígenas. Como se deduce de los párrafos anteriores, no era una decisión nueva, sino la continuación de la tendencia impuesta por las leyes coloniales en el siglo XVII. El siglo XIX no vio mayores progresos en el afán de incorporar a los indios a la «sociedad nacional», por medio de la supresión de sus culturas étnicas (y con ellas, sus idiomas). Sin embargo, con la masificación de la instrucción pública que siguió a la Revolución, la proporción de hablantes de español comenzó a crecer poco a poco. Al iniciar el siglo XX, los hablantes de español ya eran mayoría (aproximadamente ochenta de cada cien mexicanos). Entre 1900 y el año 2000, la mayor parte de los pueblos indígenas fueron castellanizados.

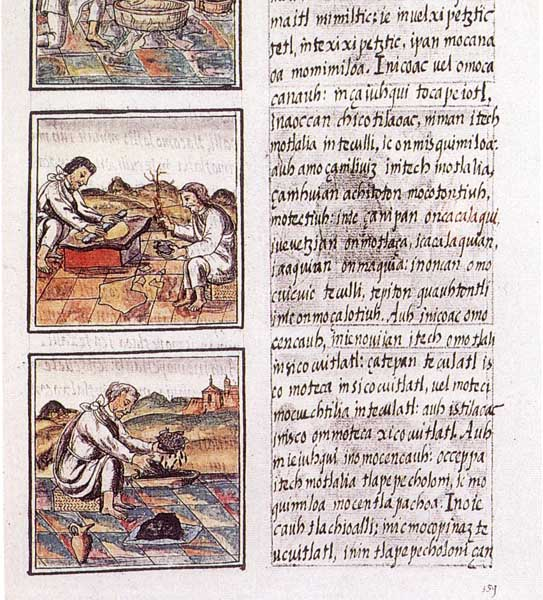
Una página del Códice Florentino. Con este nombre se conoce el texto en náhuatl escrito por Bernardino de Sahagún con base en la información de nobles indígenas de Tepepulco.

Como se explicó antes, en el momento de hablar acerca del español, las lenguas indígenas fueron objeto de un proceso de marginación y relegación a los ámbitos domésticos y comunitarios de la vida social. Desde su llegada a la Nueva España, algunos misioneros se dieron a la tarea de registrar las lenguas de los indios, estudiarlas y aprenderlas, con el propósito de ayudar a una evangelización más eficiente. Con este último propósito, los misioneros de Indias propugnaron por la enseñanza de los indígenas en su propia lengua.
De acuerdo con esa visión, Felipe II había decretado en 1570 que el náhuatl debía convertirse en la lengua de los indios de Nueva España, con la finalidad de hacer más operativa la comunicación entre los nativos y la colonia peninsular. Sin embargo, en 1696, Carlos II, estableció que el español sería el único idioma que podía y debía ser empleado en los asuntos oficiales y el gobierno del virreinato.
A partir del siglo XVIII, los pronunciamientos a favor de la castellanización de los nativos fueron cada vez más numerosos. Con ello, los colonizadores renunciaron a su vocación bilingüe, vocación que llevó en un primer momento a los misioneros y a los encomenderos a aprender las lenguas de los nativos. Esa necesidad de bilingüismo se trasladó entonces a los actores que articulaban las relaciones entre los niveles más altos del gobierno y los pueblos indígenas, es decir, la élite nativa encarnada en los caciques regionales.
A lo largo del período colonial, el español y las lenguas indígenas entraron en una relación de intercambio que llevó, por un lado, al español de cada región a conservar palabras de origen indígena en el habla cotidiana; y a las lenguas indígenas a incorporar no solo palabras españolas, sino de otros idiomas indígenas y especialmente del taíno.

### México independiente
Después de la consumación de la independencia de México, la ideología liberal dominante llevó a los encargados de la educación pública en el país, a implementar políticas educativas cuyo propósito era la castellanización de los indígenas. Según sus defensores, con la castellanización los indígenas quedarían plenamente integrados a la nación mexicana (una nación criolla, según el proyecto liberal decimonónico), en igualdad con el resto de los ciudadanos de la República. Salvo el Segundo Imperio Mexicano, encabezado por Maximiliano, ningún otro gobierno del país se interesó por la conservación de las lenguas indígenas durante el siglo XIX, ni siquiera el del único presidente indígena que ha tenido el país: Benito Juárez.
En 1889, Antonio García Cubas calculó la proporción de hablantes de lenguas indígenas en un 38 % del total de la población mexicana. Si se compara con el 60 % que estimaba una encuesta de población en 1820, es notable la reducción proporcional de los hablantes de lenguas nativas como componente de la población. Al final del siglo XX, la proporción se redujo a menos del 10 % de la población mexicana. En el transcurso, más de un ciento de lenguas desaparecieron, especialmente las propias de los grupos étnicos que habitaban en el norte de México, en el territorio que corresponde aproximadamente con las macro-áreas culturales denominadas Aridoamérica y Oasisamérica. Sin embargo, a pesar de que en números relativos los hablantes de lenguas indígenas fueron reducidos a una minoría, en términos netos su población aumentó. En la actualidad representan más de siete millones de personas.
Antes de 1992, las lenguas indígenas no tenían ninguna especie de reconocimiento jurídico por la Federación. En ese año, el artículo 2.º de la Constitución Política de los Estados Unidos Mexicanos fue reformado, con el propósito de reconocer el carácter pluricultural de la nación mexicana, y la obligación del Estado de proteger y fomentar las expresiones de esa diversidad. Siete años más tarde, el 14 de junio de 1999, el Consejo Directivo de la Organización de Escritores en Lenguas Indígenas presentó al Congreso de la Unión una Propuesta de Iniciativa de Ley de Derechos Lingüísticos de los Pueblos y Comunidades Indígenas, con el propósito de abrir un canal legal de protección de las lenguas nativas. Finalmente, la Ley General de Derechos Lingüísticos de los Pueblos Indígenas fue promulgada en diciembre de 2002. Esta ley contempla mecanismos para la conservación, fomento y desarrollo de las lenguas indígenas, pero también una compleja estructura que dificulta su realización.

## Principales lenguas de origen americano
México es el país con mayor cantidad de personas hablantes de lenguas amerindias en América en números absolutos, con alrededor de 70 lenguas vivas registradas en el año 2020. Aunque la proporción de estas comunidades lingüísticas (6.7 %), es menor en comparación con países como Guatemala (41 %), Bolivia (36 %) y Perú (32 %) e incluso con Ecuador (6.8 %) y Panamá (10 %).
Excepción hecha del náhuatl por sus dos millones de hablantes, varias de las lenguas indígenas de México poseen más de un millón de hablantes por sí solas. El náhuatl es la cuarta lengua indígena de América por el tamaño de su comunidad lingüística, detrás del quechua, el aimara y el guaraní.

## Hablantes por idioma

### Mapas
|                                                                                   |                                                                                       |
| Población de hablantes de lenguas autóctonas en México por estados. (INEGI, 2015) | Población que habla una lengua autóctona de México, pero no el español. (INEGI, 2015) |

|                                      |                                                        |                                       |
| Lenguas con más de 100 000 hablantes | Lenguas con más de 20 000 y menos de 100 000 hablantes | Lenguas con menos de 20 000 hablantes |

### Lista
| \| N.º \| Idioma \| Familia lingüística \| 2020 \| 2015 \| 2010 \| 2005 \| \| --- \| ---------------------------------- \| --------------------- \| --------- \| --------- \| --------- \| --------- \| \| 01 \| Náhuatl \| Yutonahua \| 1,651,958 \| 1,690,089 \| 1,725,620 \| 1,544,568 \| \| 02 \| Maya Yucateco \| Mayense \| 774,755 \| 859,607 \| 786,113 \| 759,000 \| \| 03 \| Tseltal \| Mayense \| 589,144 \| 556,720 \| 445,856 \| 371,730 \| \| 04 \| Tsotsil \| Mayense \| 550,274 \| 487,898 \| 404,704 \| 329,937 \| \| 05 \| Mixteco \| Otomangue \| 526,595 \| 517,665 \| 471,710 \| 423,216 \| \| 06 \| Zapoteco \| Otomangue \| 490,845 \| 479,474 \| 425,123 \| 410,901 \| \| 07 \| Otomí \| Otomangue \| 298,861 \| 307,928 \| 284,992 \| 239,850 \| \| 08 \| Totonaco \| Totonaco-Tepehua \| 256,344 \| 267,635 \| 244,033 \| 230,930 \| \| 09 \| Chol \| Mayense \| 254,715 \| 251,809 \| 212,117 \| 185,299 \| \| 10 \| Mazateco \| Otomangue \| 237,212 \| 239,078 \| 223,073 \| 206,559 \| \| 11 \| Huasteco \| Mayense \| 168,729 \| 173,765 \| 161,120 \| 149,532 \| \| 12 \| Mazahua \| Otomangue \| 153,797 \| 147,088 \| 135,897 \| 111,840 \| \| 13 \| Tlapaneco \| Otomangue \| 147,432 \| 134,148 \| 120,072 \| 98,573 \| \| 14 \| Chinanteco \| Otomangue \| 144,394 \| 138,741 \| 131,382 \| 125,706 \| \| 15 \| Purépecha \| Lengua aislada \| 142,459 \| 141,177 \| 124,494 \| 105,556 \| \| 16 \| Mixe \| Mixe-Zoque \| 139,760 \| 133,632 \| 132,759 \| 115,824 \| \| 17 \| Tarahumara \| Yutonahua \| 91,554 \| 73,856 \| 85,018 \| 75,371 \| \| 18 \| Zoque \| Mixe-Zoque \| 74,018 \| 68,157 \| 63,022 \| 63,000 \| \| 19 \| Tojolabal \| Mayense \| 66,953 \| 55,442 \| 51,733 \| 43,169 \| \| 20 \| Chontal de Tabasco \| Mayense \| 60,563 \| 27,666 \| 36,810 \| 43,850 \| \| 21 \| Huichol \| Yutonahua \| 60,263 \| 52,483 \| 44,788 \| 35,724 \| \| 22 \| Amuzgo \| Otomangue \| 59,884 \| 57,589 \| 43,364 \| 43,761 \| \| 23 \| Chatino \| Otomangue \| 52,076 \| 51,612 \| 45,019 \| 42,791 \| \| 24 \| Tepehuano del Sur \| Yutonahua \| 44,386 \| 36,543 \| 29,481 \| 24,782 \| \| 25 \| Mayo \| Yutonahua \| 38,507 \| 42,601 \| 39,616 \| 32,702 \| \| 26 \| Popoluca de la Sierra \| Mixe-Zoque \| 36,113 \| 37,707 \| 35,050 \| 28,194 \| \| 27 \| Cora \| Yutonahua \| 33,226 \| 28,718 \| 20,078 \| 17,086 \| \| 28 \| Triqui \| Otomangue \| 29,545 \| 25,674 \| 25,883 \| 24,491 \| \| 29 \| Yaqui \| Yutonahua \| 19,376 \| 20,340 \| 17,116 \| 14,162 \| \| 30 \| Huave \| Lengua aislada \| 18,827 \| 18,539 \| 17,554 \| 15,993 \| \| 31 \| Popoloca \| Otomangue \| 17,274 \| 18,206 \| 17,964 \| 18,926 \| \| 32 \| Cuicateco \| Otomangue \| 12,961 \| 13,318 \| 12,785 \| 12,610 \| \| 33 \| Pame \| Otomangue \| 11,924 \| 12,232 \| 11,019 \| 9,768 \| \| 34 \| Mam \| Mayense \| 11,369 \| 11,387 \| 10,374 \| 8,739 \| \| 35 \| Q'anjob'al \| Mayense \| 10,851 \| 8,421 \| 9,324 \| 10,883 \| \| 36 \| Tepehuano del Norte \| Yutonahua \| 9,855 \| 9,568 \| 8,424 \| 6,809 \| \| 37 \| Tepehua \| Totonaco-Tepehua \| 8,884 \| 10,427 \| 8,868 \| 10,625 \| \| 38 \| Chontal de Oaxaca \| Tequistlateco-Chontal \| 5,613 \| 5,064 \| 4,465 \| 3,453 \| \| 39 \| Sayulteco \| Mixe-Zoque \| 4,765 \| 4,117 \| 10 \| 8 \| \| 40 \| Chuj \| Mayense \| 3,516 \| 2,890 \| 2,503 \| 2,143 \| \| 41 \| Akateko \| Mayense \| 2,894 \| 101 \| 457 \| 532 \| \| 42 \| Chichimeca Jonaz \| Otomangue \| 2,364 \| 2,134 \| 2,190 \| 1,987 \| \| 43 \| Tlahuica \| Otomangue \| 2,238 \| 90 \| 737 \| 522 \| \| 44 \| Guarijío \| Yutonahua \| 2,139 \| 2,088 \| 2,136 \| 1,905 \| \| 45 \| Q'eqchi' \| Mayense \| 1,599 \| 1,324 \| 1,248 \| 835 \| \| 46 \| Matlatzinca \| Otomangue \| 1,245 \| 1,568 \| 1,096 \| 649 \| \| 47 \| Pima (Nevome) \| Yutonahua \| 1,037 \| 743 \| 851 \| 836 \| \| 48 \| Chocholteco \| Otomangue \| 847 \| 729 \| 814 \| 1,078 \| \| 49 \| Lacandón \| Mayense \| 771 \| 998 \| 20 \| 731 \| \| 50 \| Seri \| Lengua aislada \| 723 \| 754 \| 764 \| 518 \| \| 51 \| K'iche' \| Mayense \| 589 \| 730 \| 389 \| 286 \| \| 52 \| Kumiai \| yumano-cochimí \| 495 \| 486 \| 289 \| 185 \| \| 53 \| Jakalteko \| Mayense \| 481 \| 527 \| 590 \| 584 \| \| 54 \| Texistepequeño \| Mixe-Zoque \| 368 \| 455 \| 326 \| 238 \| \| 55 \| Paipái \| yumano-cochimí \| 231 \| 216 \| 199 \| 221 \| \| 56 \| Pápago (O'odham) \| Yutonahua \| 203 \| 112 \| 161 \| 153 \| \| 57 \| Ixcateco \| Otomangue \| 195 \| 148 \| 190 \| 406 \| \| 58 \| Cucapá \| yumano-cochimí \| 176 \| 278 \| 145 \| 206 \| \| 59 \| Kaqchikel \| Mayense \| 169 \| 61 \| 143 \| 230 \| \| 60 \| Mocho \| Mayense \| 126 \| 134 \| 106 \| 186 \| \| 61 \| Ixil \| Mayense \| 117 \| 103 \| 83 \| 108 \| \| 62 \| Tectiteco \| Mayense \| 78 \| 81 \| 53 \| 61 \| \| 63 \| Oluteco \| Mixe-Zoque \| 77 \| 90 \| 50 \| 63 \| \| 64 \| Kiliwa \| yumano-cochimí \| 76 \| 194 \| 46 \| 55 \| \| 65 \| Ayapaneco \| Mixe-Zoque \| 71 \| 24 \| 4 \| 2 \| \| 66 \| Kickapoo \| Algica \| 63 \| 124 \| 423 \| 144 \| \| 67 \| Awakateko \| Mayense \| 20 \| 17 \| 19 \| 27 \| \| 68 \| Cochimí \| yumano-cochimí \| * \| * \| 88 \| 96 \| \| 69 \| Otras lenguas indígenas de América \| \| 2,453 \| 1,626 \| \| \| \| 70 \| Lengua indígena no especificada \| \| 22,777 \| 101,187 \| \| \| |                                    |                       |           |           |           |           |
| N.º | Idioma                             | Familia lingüística   | 2020      | 2015      | 2010      | 2005      |
| 01 | Náhuatl                            | Yutonahua             | 1,651,958 | 1,690,089 | 1,725,620 | 1,544,568 |
| 02 | Maya Yucateco                      | Mayense               | 774,755   | 859,607   | 786,113   | 759,000   |
| 03 | Tseltal                            | Mayense               | 589,144   | 556,720   | 445,856   | 371,730   |
| 04 | Tsotsil                            | Mayense               | 550,274   | 487,898   | 404,704   | 329,937   |
| 05 | Mixteco                            | Otomangue             | 526,595   | 517,665   | 471,710   | 423,216   |
| 06 | Zapoteco                           | Otomangue             | 490,845   | 479,474   | 425,123   | 410,901   |
| 07 | Otomí                              | Otomangue             | 298,861   | 307,928   | 284,992   | 239,850   |
| 08 | Totonaco                           | Totonaco-Tepehua      | 256,344   | 267,635   | 244,033   | 230,930   |
| 09 | Chol                               | Mayense               | 254,715   | 251,809   | 212,117   | 185,299   |
| 10 | Mazateco                           | Otomangue             | 237,212   | 239,078   | 223,073   | 206,559   |
| 11 | Huasteco                           | Mayense               | 168,729   | 173,765   | 161,120   | 149,532   |
| 12 | Mazahua                            | Otomangue             | 153,797   | 147,088   | 135,897   | 111,840   |
| 13 | Tlapaneco                          | Otomangue             | 147,432   | 134,148   | 120,072   | 98,573    |
| 14 | Chinanteco                         | Otomangue             | 144,394   | 138,741   | 131,382   | 125,706   |
| 15 | Purépecha                          | Lengua aislada        | 142,459   | 141,177   | 124,494   | 105,556   |
| 16 | Mixe                               | Mixe-Zoque            | 139,760   | 133,632   | 132,759   | 115,824   |
| 17 | Tarahumara                         | Yutonahua             | 91,554    | 73,856    | 85,018    | 75,371    |
| 18 | Zoque                              | Mixe-Zoque            | 74,018    | 68,157    | 63,022    | 63,000    |
| 19 | Tojolabal                          | Mayense               | 66,953    | 55,442    | 51,733    | 43,169    |
| 20 | Chontal de Tabasco                 | Mayense               | 60,563    | 27,666    | 36,810    | 43,850    |
| 21 | Huichol                            | Yutonahua             | 60,263    | 52,483    | 44,788    | 35,724    |
| 22 | Amuzgo                             | Otomangue             | 59,884    | 57,589    | 43,364    | 43,761    |
| 23 | Chatino                            | Otomangue             | 52,076    | 51,612    | 45,019    | 42,791    |
| 24 | Tepehuano del Sur                  | Yutonahua             | 44,386    | 36,543    | 29,481    | 24,782    |
| 25 | Mayo                               | Yutonahua             | 38,507    | 42,601    | 39,616    | 32,702    |
| 26 | Popoluca de la Sierra              | Mixe-Zoque            | 36,113    | 37,707    | 35,050    | 28,194    |
| 27 | Cora                               | Yutonahua             | 33,226    | 28,718    | 20,078    | 17,086    |
| 28 | Triqui                             | Otomangue             | 29,545    | 25,674    | 25,883    | 24,491    |
| 29 | Yaqui                              | Yutonahua             | 19,376    | 20,340    | 17,116    | 14,162    |
| 30 | Huave                              | Lengua aislada        | 18,827    | 18,539    | 17,554    | 15,993    |
| 31 | Popoloca                           | Otomangue             | 17,274    | 18,206    | 17,964    | 18,926    |
| 32 | Cuicateco                          | Otomangue             | 12,961    | 13,318    | 12,785    | 12,610    |
| 33 | Pame                               | Otomangue             | 11,924    | 12,232    | 11,019    | 9,768     |
| 34 | Mam                                | Mayense               | 11,369    | 11,387    | 10,374    | 8,739     |
| 35 | Q'anjob'al                         | Mayense               | 10,851    | 8,421     | 9,324     | 10,883    |
| 36 | Tepehuano del Norte                | Yutonahua             | 9,855     | 9,568     | 8,424     | 6,809     |
| 37 | Tepehua                            | Totonaco-Tepehua      | 8,884     | 10,427    | 8,868     | 10,625    |
| 38 | Chontal de Oaxaca                  | Tequistlateco-Chontal | 5,613     | 5,064     | 4,465     | 3,453     |
| 39 | Sayulteco                          | Mixe-Zoque            | 4,765     | 4,117     | 10        | 8         |
| 40 | Chuj                               | Mayense               | 3,516     | 2,890     | 2,503     | 2,143     |
| 41 | Akateko                            | Mayense               | 2,894     | 101       | 457       | 532       |
| 42 | Chichimeca Jonaz                   | Otomangue             | 2,364     | 2,134     | 2,190     | 1,987     |
| 43 | Tlahuica                           | Otomangue             | 2,238     | 90        | 737       | 522       |
| 44 | Guarijío                           | Yutonahua             | 2,139     | 2,088     | 2,136     | 1,905     |
| 45 | Q'eqchi'                           | Mayense               | 1,599     | 1,324     | 1,248     | 835       |
| 46 | Matlatzinca                        | Otomangue             | 1,245     | 1,568     | 1,096     | 649       |
| 47 | Pima (Nevome)                      | Yutonahua             | 1,037     | 743       | 851       | 836       |
| 48 | Chocholteco                        | Otomangue             | 847       | 729       | 814       | 1,078     |
| 49 | Lacandón                           | Mayense               | 771       | 998       | 20        | 731       |
| 50 | Seri                               | Lengua aislada        | 723       | 754       | 764       | 518       |
| 51 | K'iche'                            | Mayense               | 589       | 730       | 389       | 286       |
| 52 | Kumiai                             | yumano-cochimí        | 495       | 486       | 289       | 185       |
| 53 | Jakalteko                          | Mayense               | 481       | 527       | 590       | 584       |
| 54 | Texistepequeño                     | Mixe-Zoque            | 368       | 455       | 326       | 238       |
| 55 | Paipái                             | yumano-cochimí        | 231       | 216       | 199       | 221       |
| 56 | Pápago (O'odham)                   | Yutonahua             | 203       | 112       | 161       | 153       |
| 57 | Ixcateco                           | Otomangue             | 195       | 148       | 190       | 406       |
| 58 | Cucapá                             | yumano-cochimí        | 176       | 278       | 145       | 206       |
| 59 | Kaqchikel                          | Mayense               | 169       | 61        | 143       | 230       |
| 60 | Mocho                              | Mayense               | 126       | 134       | 106       | 186       |
| 61 | Ixil                               | Mayense               | 117       | 103       | 83        | 108       |
| 62 | Tectiteco                          | Mayense               | 78        | 81        | 53        | 61        |
| 63 | Oluteco                            | Mixe-Zoque            | 77        | 90        | 50        | 63        |
| 64 | Kiliwa                             | yumano-cochimí        | 76        | 194       | 46        | 55        |
| 65 | Ayapaneco                          | Mixe-Zoque            | 71        | 24        | 4         | 2         |
| 66 | Kickapoo                           | Algica                | 63        | 124       | 423       | 144       |
| 67 | Awakateko                          | Mayense               | 20        | 17        | 19        | 27        |
| 68 | Cochimí                            | yumano-cochimí        | *         | *         | 88        | 96        |
| 69 | Otras lenguas indígenas de América |                       | 2,453     | 1,626     |           |           |
| 70 | Lengua indígena no especificada    |                       | 22,777    | 101,187   |           |           |

### Estudio
El estudio de las lenguas indígenas empezó desde la llegada misma de los españoles al territorio que actualmente ocupa México. Algunos de los misioneros, por encontrarse más cercanos a los nativos, advirtieron las semejanzas que existían entre algunas de las lenguas, por ejemplo, el zapoteco y el mixteco. En el siglo XIX, las lenguas nativas fueron objeto de una clasificación semejante a la que se realizaba en Europa para las lenguas indoeuropeas.
Esta tarea fue emprendida por Manuel Orozco y Berra, intelectual mexicano de la segunda mitad del siglo XIX. Algunas de sus hipótesis clasificatorias fueron retomadas por Morris Swadesh a principios del siglo XX. Las lenguas de México pertenecen a ocho familias de lenguas (además de algunas lenguas de filiación dudosa y otras lenguas aisladas), de las cuales las tres más importantes tanto en número de hablantes como en número de lenguas son las lenguas uto-aztecas, las lenguas mayenses y las lenguas otomangues. Uno de los grandes problemas que presenta el establecimiento de relaciones genéticas entre las lenguas de México es la falta de documentos escritos antiguos que permitan conocer la evolución de las familias lingüísticas. En muchos casos, la información disponible consiste en unas cuantas palabras registradas antes de la desaparición de un idioma.
Tal es el caso, por ejemplo, del coca, cuyos últimos vestigios lo constituyen algunas palabras de las que se sospecha pertenecen más bien a alguna variedad del náhuatl hablado en Jalisco. Otros idiomas, como el quinigua y el mamulique, dos lenguas originarias de Nuevo León de las que se tiene registro, además del coahuilteco, pertenecen al grupo de "lenguas no clasificadas". Existen también casos como el del idioma mazapome (ita-nakk) de Zumpango, el cual está escasamente documentado y todavía en 2020 quedaban 3 hablantes.
En 2020 se actualizó el Catálogo de Lenguas Indígenas Nacionales del Instituto Nacional de Lenguas Indígenas y se reconoció a la familia lingüística na-dené y 4 idiomas de la agrupación como parte de las lenguas indígenas de México. Swadesh calculaba que el número de idiomas autóctonos hablados en el territorio mexicano llegaba a los ciento cuarenta. Actualmente solo sobreviven alrededor de setenta.

## Familia yutonahua
Los nahuas y sus parientes hablan las lenguas yutonahuas se trata de la familia de lenguas originarias más extendida en el territorio mexicano. Asimismo, es la que posee el mayor número de hablantes.
| Clasificación de las lenguas indígenas de México |                          |                    |              |               |                                                  |
| Familia | Grupos                   | Grupos             | Grupos       | Lengua        | Territorio                                       |
| yutonahua Se trata de la familia de lenguas amerindias más extendida en el territorio mexicano. Asimismo, es la que posee el mayor número de hablantes. | Yuto-nahuas meridionales | Tepimano           | Tepimano     | Pápago        | Sonora                                           |
| yutonahua Se trata de la familia de lenguas amerindias más extendida en el territorio mexicano. Asimismo, es la que posee el mayor número de hablantes. | Yuto-nahuas meridionales | Tepimano           | Tepimano     | Pima bajo     | Sonora, Chihuahua                                |
| yutonahua Se trata de la familia de lenguas amerindias más extendida en el territorio mexicano. Asimismo, es la que posee el mayor número de hablantes. | Yuto-nahuas meridionales | Tepimano           | Tepimano     | Tepehuán      | Chihuahua, Durango                               |
| yutonahua Se trata de la familia de lenguas amerindias más extendida en el territorio mexicano. Asimismo, es la que posee el mayor número de hablantes. | Yuto-nahuas meridionales | Tepimano           | Tepimano     | Tepecano (†)  | Jalisco                                          |
| yutonahua Se trata de la familia de lenguas amerindias más extendida en el territorio mexicano. Asimismo, es la que posee el mayor número de hablantes. | Yuto-nahuas meridionales | Taracahíta         | Tarahumarano | Tarahumara    | Chihuahua                                        |
| yutonahua Se trata de la familia de lenguas amerindias más extendida en el territorio mexicano. Asimismo, es la que posee el mayor número de hablantes. | Yuto-nahuas meridionales | Taracahíta         | Tarahumarano | Guarijío      | Sierra Madre Occidental                          |
| yutonahua Se trata de la familia de lenguas amerindias más extendida en el territorio mexicano. Asimismo, es la que posee el mayor número de hablantes. | Yuto-nahuas meridionales | Taracahíta         | Cahíta       | Yaqui         | Sonora                                           |
| yutonahua Se trata de la familia de lenguas amerindias más extendida en el territorio mexicano. Asimismo, es la que posee el mayor número de hablantes. | Yuto-nahuas meridionales | Taracahíta         | Cahíta       | Mayo          | Sonora y Sinaloa                                 |
| yutonahua Se trata de la familia de lenguas amerindias más extendida en el territorio mexicano. Asimismo, es la que posee el mayor número de hablantes. | Yuto-nahuas meridionales | Taracahíta         | Ópata-Eudeve | Ópata (†)     | Sonora                                           |
| yutonahua Se trata de la familia de lenguas amerindias más extendida en el territorio mexicano. Asimismo, es la que posee el mayor número de hablantes. | Yuto-nahuas meridionales | Taracahíta         | Ópata-Eudeve | Eudeve (†)    | Sonora                                           |
| yutonahua Se trata de la familia de lenguas amerindias más extendida en el territorio mexicano. Asimismo, es la que posee el mayor número de hablantes. | Yuto-nahuas meridionales | Taracahíta         | Ópata-Eudeve | Tubar (†)     | Sonora                                           |
| yutonahua Se trata de la familia de lenguas amerindias más extendida en el territorio mexicano. Asimismo, es la que posee el mayor número de hablantes. | Yuto-nahuas meridionales | Corachol-nahuateco | Corachol     | Cora          | Nayarit                                          |
| yutonahua Se trata de la familia de lenguas amerindias más extendida en el territorio mexicano. Asimismo, es la que posee el mayor número de hablantes. | Yuto-nahuas meridionales | Corachol-nahuateco | Corachol     | Huichol       | Nayarit y Jalisco                                |
| yutonahua Se trata de la familia de lenguas amerindias más extendida en el territorio mexicano. Asimismo, es la que posee el mayor número de hablantes. | Yuto-nahuas meridionales | Corachol-nahuateco | Nahuateco    | Pochuteco (†) | Oaxaca                                           |
| yutonahua Se trata de la familia de lenguas amerindias más extendida en el territorio mexicano. Asimismo, es la que posee el mayor número de hablantes. | Yuto-nahuas meridionales | Corachol-nahuateco | Nahuateco    | Náhuatl       | Valle de México, Sierra Madre Oriental, Veracruz |

## Familias del Maya
Después de las nahuas las lenguas autóctonas de México más importantes son el maya y lenguas cercanas:
- Macromaya
  - Lenguas totozoqueanas
  - Lenguas mayenses

| Clasificación de las lenguas indígenas de México |                    |                    |                         |                                         |                                           |
| Familia | Grupos             | Grupos             | Grupos                  | Lengua                                  | Territorio                                |
| Lenguas toto-zoqueanas Los primeros intentos clasificatorios, como el de Orozco y Berra, proponían una afinidad entre las lenguas mixe-zoqueanas y las lenguas otomangueanas. Sin embargo, la evidencia reciente apunta a que el mixe-zoqueano está emparentado con el totonaco-tepehua. También la lengua de los olmecas parece ser una forma de mixe-zoqueano. | Mixe-zoqueano      | Mixeano            | Mixe de Oaxaca          | Variedades mixes de la sierra de Juárez | Sierra de Juárez (Oaxaca)                 |
| Lenguas toto-zoqueanas Los primeros intentos clasificatorios, como el de Orozco y Berra, proponían una afinidad entre las lenguas mixe-zoqueanas y las lenguas otomangueanas. Sin embargo, la evidencia reciente apunta a que el mixe-zoqueano está emparentado con el totonaco-tepehua. También la lengua de los olmecas parece ser una forma de mixe-zoqueano. | Mixe-zoqueano      | Mixeano            | Mixe del Golfo          | Popoluca de Sayula                      | Veracruz                                  |
| Lenguas toto-zoqueanas Los primeros intentos clasificatorios, como el de Orozco y Berra, proponían una afinidad entre las lenguas mixe-zoqueanas y las lenguas otomangueanas. Sin embargo, la evidencia reciente apunta a que el mixe-zoqueano está emparentado con el totonaco-tepehua. También la lengua de los olmecas parece ser una forma de mixe-zoqueano. | Mixe-zoqueano      | Mixeano            | Mixe del Golfo          | Popoluca de Oluta                       | Veracruz                                  |
| Lenguas toto-zoqueanas Los primeros intentos clasificatorios, como el de Orozco y Berra, proponían una afinidad entre las lenguas mixe-zoqueanas y las lenguas otomangueanas. Sin embargo, la evidencia reciente apunta a que el mixe-zoqueano está emparentado con el totonaco-tepehua. También la lengua de los olmecas parece ser una forma de mixe-zoqueano. | Mixe-zoqueano      | Mixeano            | Mixe de Chiapas         | Tapachulteco                            | Chiapas                                   |
| Lenguas toto-zoqueanas Los primeros intentos clasificatorios, como el de Orozco y Berra, proponían una afinidad entre las lenguas mixe-zoqueanas y las lenguas otomangueanas. Sin embargo, la evidencia reciente apunta a que el mixe-zoqueano está emparentado con el totonaco-tepehua. También la lengua de los olmecas parece ser una forma de mixe-zoqueano. | Mixe-zoqueano      | Zoqueano           | Zoque del Golfo         | Popoluca de Texistepec                  | Veracruz                                  |
| Lenguas toto-zoqueanas Los primeros intentos clasificatorios, como el de Orozco y Berra, proponían una afinidad entre las lenguas mixe-zoqueanas y las lenguas otomangueanas. Sin embargo, la evidencia reciente apunta a que el mixe-zoqueano está emparentado con el totonaco-tepehua. También la lengua de los olmecas parece ser una forma de mixe-zoqueano. | Mixe-zoqueano      | Zoqueano           | Zoque del Golfo         | Popoluca de Soteapan                    | Veracruz                                  |
| Lenguas toto-zoqueanas Los primeros intentos clasificatorios, como el de Orozco y Berra, proponían una afinidad entre las lenguas mixe-zoqueanas y las lenguas otomangueanas. Sin embargo, la evidencia reciente apunta a que el mixe-zoqueano está emparentado con el totonaco-tepehua. También la lengua de los olmecas parece ser una forma de mixe-zoqueano. | Mixe-zoqueano      | Zoqueano           | Zoque de los Chimalapas | Zoque de San Miguel Chimalapa           | Los Chimalapas (Oaxaca)                   |
| Lenguas toto-zoqueanas Los primeros intentos clasificatorios, como el de Orozco y Berra, proponían una afinidad entre las lenguas mixe-zoqueanas y las lenguas otomangueanas. Sin embargo, la evidencia reciente apunta a que el mixe-zoqueano está emparentado con el totonaco-tepehua. También la lengua de los olmecas parece ser una forma de mixe-zoqueano. | Mixe-zoqueano      | Zoqueano           | Zoque de los Chimalapas | Zoque de Sta. María Chimalapa           | Los Chimalapas (Oaxaca)                   |
| Lenguas toto-zoqueanas Los primeros intentos clasificatorios, como el de Orozco y Berra, proponían una afinidad entre las lenguas mixe-zoqueanas y las lenguas otomangueanas. Sin embargo, la evidencia reciente apunta a que el mixe-zoqueano está emparentado con el totonaco-tepehua. También la lengua de los olmecas parece ser una forma de mixe-zoqueano. | Mixe-zoqueano      | Zoqueano           | Zoque de Chiapas        | Variedades zoques de Chiapas            | Poniente de Chiapas                       |
| Lenguas toto-zoqueanas Los primeros intentos clasificatorios, como el de Orozco y Berra, proponían una afinidad entre las lenguas mixe-zoqueanas y las lenguas otomangueanas. Sin embargo, la evidencia reciente apunta a que el mixe-zoqueano está emparentado con el totonaco-tepehua. También la lengua de los olmecas parece ser una forma de mixe-zoqueano. | Totonaco-tepehua   | Totonacano         | Totonacano              | Totonaco                                | Sierra Madre Oriental (Veracruz y Puebla) |
| Lenguas toto-zoqueanas Los primeros intentos clasificatorios, como el de Orozco y Berra, proponían una afinidad entre las lenguas mixe-zoqueanas y las lenguas otomangueanas. Sin embargo, la evidencia reciente apunta a que el mixe-zoqueano está emparentado con el totonaco-tepehua. También la lengua de los olmecas parece ser una forma de mixe-zoqueano. | Totonaco-tepehua   | Totonacano         | Totonacano              | Tepehua                                 | Sierra Madre Oriental (Veracruz y Puebla) |
| Lenguas mayenses Las lenguas mayenses (o mayances) se encuentran distribuidas en el sureste de México y el norte de Centroamérica. Aislada de este núcleo se encuentra la lengua huasteca, que se habla en el norte de Veracruz y el oriente de San Luis Potosí. Algunas propuestas han incluido a las lenguas mayenses en el grupo macro-penutí. En otras hipótesis se ha señalado que pudiera haber alguna relación entre las familias totonacana, mixe-zoqueana y la mayense, aunque la propuesta no ha ganado muchos adeptos. Muchas de las lenguas mayas habladas en México tienen un escaso número de hablantes. Esto se debe a que varios de esos idiomas pertenecen a grupos de guatemaltecos que se refugiaron en México durante la guerra civil. En la actualidad son consideradas como lenguas nacionales, como el resto de las lenguas indígenas. | Huasteco           | Huasteco           | Huasteco                | Huasteco                                | Región Huasteca                           |
| Lenguas mayenses Las lenguas mayenses (o mayances) se encuentran distribuidas en el sureste de México y el norte de Centroamérica. Aislada de este núcleo se encuentra la lengua huasteca, que se habla en el norte de Veracruz y el oriente de San Luis Potosí. Algunas propuestas han incluido a las lenguas mayenses en el grupo macro-penutí. En otras hipótesis se ha señalado que pudiera haber alguna relación entre las familias totonacana, mixe-zoqueana y la mayense, aunque la propuesta no ha ganado muchos adeptos. Muchas de las lenguas mayas habladas en México tienen un escaso número de hablantes. Esto se debe a que varios de esos idiomas pertenecen a grupos de guatemaltecos que se refugiaron en México durante la guerra civil. En la actualidad son consideradas como lenguas nacionales, como el resto de las lenguas indígenas. | Huasteco           | Huasteco           | Huasteco                | Chicomuselteco (†)                      | Chiapas                                   |
| Lenguas mayenses Las lenguas mayenses (o mayances) se encuentran distribuidas en el sureste de México y el norte de Centroamérica. Aislada de este núcleo se encuentra la lengua huasteca, que se habla en el norte de Veracruz y el oriente de San Luis Potosí. Algunas propuestas han incluido a las lenguas mayenses en el grupo macro-penutí. En otras hipótesis se ha señalado que pudiera haber alguna relación entre las familias totonacana, mixe-zoqueana y la mayense, aunque la propuesta no ha ganado muchos adeptos. Muchas de las lenguas mayas habladas en México tienen un escaso número de hablantes. Esto se debe a que varios de esos idiomas pertenecen a grupos de guatemaltecos que se refugiaron en México durante la guerra civil. En la actualidad son consideradas como lenguas nacionales, como el resto de las lenguas indígenas. | Yucatecano         | Yucateco-lacandón  | Yucateco-lacandón       | Maya                                    | Península de Yucatán                      |
| Lenguas mayenses Las lenguas mayenses (o mayances) se encuentran distribuidas en el sureste de México y el norte de Centroamérica. Aislada de este núcleo se encuentra la lengua huasteca, que se habla en el norte de Veracruz y el oriente de San Luis Potosí. Algunas propuestas han incluido a las lenguas mayenses en el grupo macro-penutí. En otras hipótesis se ha señalado que pudiera haber alguna relación entre las familias totonacana, mixe-zoqueana y la mayense, aunque la propuesta no ha ganado muchos adeptos. Muchas de las lenguas mayas habladas en México tienen un escaso número de hablantes. Esto se debe a que varios de esos idiomas pertenecen a grupos de guatemaltecos que se refugiaron en México durante la guerra civil. En la actualidad son consideradas como lenguas nacionales, como el resto de las lenguas indígenas. | Yucatecano         | Yucateco-lacandón  | Yucateco-lacandón       | Lacandón                                | Chiapas                                   |
| Lenguas mayenses Las lenguas mayenses (o mayances) se encuentran distribuidas en el sureste de México y el norte de Centroamérica. Aislada de este núcleo se encuentra la lengua huasteca, que se habla en el norte de Veracruz y el oriente de San Luis Potosí. Algunas propuestas han incluido a las lenguas mayenses en el grupo macro-penutí. En otras hipótesis se ha señalado que pudiera haber alguna relación entre las familias totonacana, mixe-zoqueana y la mayense, aunque la propuesta no ha ganado muchos adeptos. Muchas de las lenguas mayas habladas en México tienen un escaso número de hablantes. Esto se debe a que varios de esos idiomas pertenecen a grupos de guatemaltecos que se refugiaron en México durante la guerra civil. En la actualidad son consideradas como lenguas nacionales, como el resto de las lenguas indígenas. | Mayense occidental | Cholano-tzeltalano | Cholano                 | Ch'ol                                   | Chiapas                                   |
| Lenguas mayenses Las lenguas mayenses (o mayances) se encuentran distribuidas en el sureste de México y el norte de Centroamérica. Aislada de este núcleo se encuentra la lengua huasteca, que se habla en el norte de Veracruz y el oriente de San Luis Potosí. Algunas propuestas han incluido a las lenguas mayenses en el grupo macro-penutí. En otras hipótesis se ha señalado que pudiera haber alguna relación entre las familias totonacana, mixe-zoqueana y la mayense, aunque la propuesta no ha ganado muchos adeptos. Muchas de las lenguas mayas habladas en México tienen un escaso número de hablantes. Esto se debe a que varios de esos idiomas pertenecen a grupos de guatemaltecos que se refugiaron en México durante la guerra civil. En la actualidad son consideradas como lenguas nacionales, como el resto de las lenguas indígenas. | Mayense occidental | Cholano-tzeltalano | Cholano                 | Chontal de Tabasco                      | Tabasco                                   |
| Lenguas mayenses Las lenguas mayenses (o mayances) se encuentran distribuidas en el sureste de México y el norte de Centroamérica. Aislada de este núcleo se encuentra la lengua huasteca, que se habla en el norte de Veracruz y el oriente de San Luis Potosí. Algunas propuestas han incluido a las lenguas mayenses en el grupo macro-penutí. En otras hipótesis se ha señalado que pudiera haber alguna relación entre las familias totonacana, mixe-zoqueana y la mayense, aunque la propuesta no ha ganado muchos adeptos. Muchas de las lenguas mayas habladas en México tienen un escaso número de hablantes. Esto se debe a que varios de esos idiomas pertenecen a grupos de guatemaltecos que se refugiaron en México durante la guerra civil. En la actualidad son consideradas como lenguas nacionales, como el resto de las lenguas indígenas. | Mayense occidental | Cholano-tzeltalano | Tzeltalano              | Tseltal                                 | Chiapas                                   |
| Lenguas mayenses Las lenguas mayenses (o mayances) se encuentran distribuidas en el sureste de México y el norte de Centroamérica. Aislada de este núcleo se encuentra la lengua huasteca, que se habla en el norte de Veracruz y el oriente de San Luis Potosí. Algunas propuestas han incluido a las lenguas mayenses en el grupo macro-penutí. En otras hipótesis se ha señalado que pudiera haber alguna relación entre las familias totonacana, mixe-zoqueana y la mayense, aunque la propuesta no ha ganado muchos adeptos. Muchas de las lenguas mayas habladas en México tienen un escaso número de hablantes. Esto se debe a que varios de esos idiomas pertenecen a grupos de guatemaltecos que se refugiaron en México durante la guerra civil. En la actualidad son consideradas como lenguas nacionales, como el resto de las lenguas indígenas. | Mayense occidental | Cholano-tzeltalano | Tzeltalano              | Tsotsil                                 | Chiapas                                   |
| Lenguas mayenses Las lenguas mayenses (o mayances) se encuentran distribuidas en el sureste de México y el norte de Centroamérica. Aislada de este núcleo se encuentra la lengua huasteca, que se habla en el norte de Veracruz y el oriente de San Luis Potosí. Algunas propuestas han incluido a las lenguas mayenses en el grupo macro-penutí. En otras hipótesis se ha señalado que pudiera haber alguna relación entre las familias totonacana, mixe-zoqueana y la mayense, aunque la propuesta no ha ganado muchos adeptos. Muchas de las lenguas mayas habladas en México tienen un escaso número de hablantes. Esto se debe a que varios de esos idiomas pertenecen a grupos de guatemaltecos que se refugiaron en México durante la guerra civil. En la actualidad son consideradas como lenguas nacionales, como el resto de las lenguas indígenas. | Mayense occidental | Kanjobalano-Chuj   | Kanjobalano             | Q'anjob'al                              | Chiapas                                   |
| Lenguas mayenses Las lenguas mayenses (o mayances) se encuentran distribuidas en el sureste de México y el norte de Centroamérica. Aislada de este núcleo se encuentra la lengua huasteca, que se habla en el norte de Veracruz y el oriente de San Luis Potosí. Algunas propuestas han incluido a las lenguas mayenses en el grupo macro-penutí. En otras hipótesis se ha señalado que pudiera haber alguna relación entre las familias totonacana, mixe-zoqueana y la mayense, aunque la propuesta no ha ganado muchos adeptos. Muchas de las lenguas mayas habladas en México tienen un escaso número de hablantes. Esto se debe a que varios de esos idiomas pertenecen a grupos de guatemaltecos que se refugiaron en México durante la guerra civil. En la actualidad son consideradas como lenguas nacionales, como el resto de las lenguas indígenas. | Mayense occidental | Kanjobalano-Chuj   | Kanjobalano             | Popti'                                  | Chiapas                                   |
| Lenguas mayenses Las lenguas mayenses (o mayances) se encuentran distribuidas en el sureste de México y el norte de Centroamérica. Aislada de este núcleo se encuentra la lengua huasteca, que se habla en el norte de Veracruz y el oriente de San Luis Potosí. Algunas propuestas han incluido a las lenguas mayenses en el grupo macro-penutí. En otras hipótesis se ha señalado que pudiera haber alguna relación entre las familias totonacana, mixe-zoqueana y la mayense, aunque la propuesta no ha ganado muchos adeptos. Muchas de las lenguas mayas habladas en México tienen un escaso número de hablantes. Esto se debe a que varios de esos idiomas pertenecen a grupos de guatemaltecos que se refugiaron en México durante la guerra civil. En la actualidad son consideradas como lenguas nacionales, como el resto de las lenguas indígenas. | Mayense occidental | Kanjobalano-Chuj   | Kanjobalano             | Akateko                                 | Chiapas                                   |
| Lenguas mayenses Las lenguas mayenses (o mayances) se encuentran distribuidas en el sureste de México y el norte de Centroamérica. Aislada de este núcleo se encuentra la lengua huasteca, que se habla en el norte de Veracruz y el oriente de San Luis Potosí. Algunas propuestas han incluido a las lenguas mayenses en el grupo macro-penutí. En otras hipótesis se ha señalado que pudiera haber alguna relación entre las familias totonacana, mixe-zoqueana y la mayense, aunque la propuesta no ha ganado muchos adeptos. Muchas de las lenguas mayas habladas en México tienen un escaso número de hablantes. Esto se debe a que varios de esos idiomas pertenecen a grupos de guatemaltecos que se refugiaron en México durante la guerra civil. En la actualidad son consideradas como lenguas nacionales, como el resto de las lenguas indígenas. | Mayense occidental | Kanjobalano-Chuj   | Kanjobalano             | Mochó                                   | Chiapas                                   |
| Lenguas mayenses Las lenguas mayenses (o mayances) se encuentran distribuidas en el sureste de México y el norte de Centroamérica. Aislada de este núcleo se encuentra la lengua huasteca, que se habla en el norte de Veracruz y el oriente de San Luis Potosí. Algunas propuestas han incluido a las lenguas mayenses en el grupo macro-penutí. En otras hipótesis se ha señalado que pudiera haber alguna relación entre las familias totonacana, mixe-zoqueana y la mayense, aunque la propuesta no ha ganado muchos adeptos. Muchas de las lenguas mayas habladas en México tienen un escaso número de hablantes. Esto se debe a que varios de esos idiomas pertenecen a grupos de guatemaltecos que se refugiaron en México durante la guerra civil. En la actualidad son consideradas como lenguas nacionales, como el resto de las lenguas indígenas. | Mayense occidental | Kanjobalano-Chuj   | Chujano                 | Chuj                                    | Chiapas                                   |
| Lenguas mayenses Las lenguas mayenses (o mayances) se encuentran distribuidas en el sureste de México y el norte de Centroamérica. Aislada de este núcleo se encuentra la lengua huasteca, que se habla en el norte de Veracruz y el oriente de San Luis Potosí. Algunas propuestas han incluido a las lenguas mayenses en el grupo macro-penutí. En otras hipótesis se ha señalado que pudiera haber alguna relación entre las familias totonacana, mixe-zoqueana y la mayense, aunque la propuesta no ha ganado muchos adeptos. Muchas de las lenguas mayas habladas en México tienen un escaso número de hablantes. Esto se debe a que varios de esos idiomas pertenecen a grupos de guatemaltecos que se refugiaron en México durante la guerra civil. En la actualidad son consideradas como lenguas nacionales, como el resto de las lenguas indígenas. | Mayense occidental | Kanjobalano-Chuj   | Chujano                 | Tojol-ab'al                             | Chiapas                                   |
| Lenguas mayenses Las lenguas mayenses (o mayances) se encuentran distribuidas en el sureste de México y el norte de Centroamérica. Aislada de este núcleo se encuentra la lengua huasteca, que se habla en el norte de Veracruz y el oriente de San Luis Potosí. Algunas propuestas han incluido a las lenguas mayenses en el grupo macro-penutí. En otras hipótesis se ha señalado que pudiera haber alguna relación entre las familias totonacana, mixe-zoqueana y la mayense, aunque la propuesta no ha ganado muchos adeptos. Muchas de las lenguas mayas habladas en México tienen un escaso número de hablantes. Esto se debe a que varios de esos idiomas pertenecen a grupos de guatemaltecos que se refugiaron en México durante la guerra civil. En la actualidad son consideradas como lenguas nacionales, como el resto de las lenguas indígenas. | Mayense oriental   | Quicheano          | Kekchí                  | Kekchí                                  | Chiapas                                   |
| Lenguas mayenses Las lenguas mayenses (o mayances) se encuentran distribuidas en el sureste de México y el norte de Centroamérica. Aislada de este núcleo se encuentra la lengua huasteca, que se habla en el norte de Veracruz y el oriente de San Luis Potosí. Algunas propuestas han incluido a las lenguas mayenses en el grupo macro-penutí. En otras hipótesis se ha señalado que pudiera haber alguna relación entre las familias totonacana, mixe-zoqueana y la mayense, aunque la propuesta no ha ganado muchos adeptos. Muchas de las lenguas mayas habladas en México tienen un escaso número de hablantes. Esto se debe a que varios de esos idiomas pertenecen a grupos de guatemaltecos que se refugiaron en México durante la guerra civil. En la actualidad son consideradas como lenguas nacionales, como el resto de las lenguas indígenas. | Mayense oriental   | Quicheano          | Pokom-quicheano         | K'iche'                                 | Chiapas y Guatemala                       |
| Lenguas mayenses Las lenguas mayenses (o mayances) se encuentran distribuidas en el sureste de México y el norte de Centroamérica. Aislada de este núcleo se encuentra la lengua huasteca, que se habla en el norte de Veracruz y el oriente de San Luis Potosí. Algunas propuestas han incluido a las lenguas mayenses en el grupo macro-penutí. En otras hipótesis se ha señalado que pudiera haber alguna relación entre las familias totonacana, mixe-zoqueana y la mayense, aunque la propuesta no ha ganado muchos adeptos. Muchas de las lenguas mayas habladas en México tienen un escaso número de hablantes. Esto se debe a que varios de esos idiomas pertenecen a grupos de guatemaltecos que se refugiaron en México durante la guerra civil. En la actualidad son consideradas como lenguas nacionales, como el resto de las lenguas indígenas. | Mayense oriental   | Quicheano          | Pokom-quicheano         | Kaqchikel                               | Chiapas                                   |
| Lenguas mayenses Las lenguas mayenses (o mayances) se encuentran distribuidas en el sureste de México y el norte de Centroamérica. Aislada de este núcleo se encuentra la lengua huasteca, que se habla en el norte de Veracruz y el oriente de San Luis Potosí. Algunas propuestas han incluido a las lenguas mayenses en el grupo macro-penutí. En otras hipótesis se ha señalado que pudiera haber alguna relación entre las familias totonacana, mixe-zoqueana y la mayense, aunque la propuesta no ha ganado muchos adeptos. Muchas de las lenguas mayas habladas en México tienen un escaso número de hablantes. Esto se debe a que varios de esos idiomas pertenecen a grupos de guatemaltecos que se refugiaron en México durante la guerra civil. En la actualidad son consideradas como lenguas nacionales, como el resto de las lenguas indígenas. | Mayense oriental   | Mameano            | Teco-Mame               | Mam                                     | Chiapas                                   |
| Lenguas mayenses Las lenguas mayenses (o mayances) se encuentran distribuidas en el sureste de México y el norte de Centroamérica. Aislada de este núcleo se encuentra la lengua huasteca, que se habla en el norte de Veracruz y el oriente de San Luis Potosí. Algunas propuestas han incluido a las lenguas mayenses en el grupo macro-penutí. En otras hipótesis se ha señalado que pudiera haber alguna relación entre las familias totonacana, mixe-zoqueana y la mayense, aunque la propuesta no ha ganado muchos adeptos. Muchas de las lenguas mayas habladas en México tienen un escaso número de hablantes. Esto se debe a que varios de esos idiomas pertenecen a grupos de guatemaltecos que se refugiaron en México durante la guerra civil. En la actualidad son consideradas como lenguas nacionales, como el resto de las lenguas indígenas. | Mayense oriental   | Mameano            | Teco-Mame               | Teko                                    | Chiapas                                   |
| Lenguas mayenses Las lenguas mayenses (o mayances) se encuentran distribuidas en el sureste de México y el norte de Centroamérica. Aislada de este núcleo se encuentra la lengua huasteca, que se habla en el norte de Veracruz y el oriente de San Luis Potosí. Algunas propuestas han incluido a las lenguas mayenses en el grupo macro-penutí. En otras hipótesis se ha señalado que pudiera haber alguna relación entre las familias totonacana, mixe-zoqueana y la mayense, aunque la propuesta no ha ganado muchos adeptos. Muchas de las lenguas mayas habladas en México tienen un escaso número de hablantes. Esto se debe a que varios de esos idiomas pertenecen a grupos de guatemaltecos que se refugiaron en México durante la guerra civil. En la actualidad son consideradas como lenguas nacionales, como el resto de las lenguas indígenas. | Mayense oriental   | Mameano            | Aguacateco-Ixil         | Awakateko                               | Chiapas y Veracruz                        |
| Lenguas mayenses Las lenguas mayenses (o mayances) se encuentran distribuidas en el sureste de México y el norte de Centroamérica. Aislada de este núcleo se encuentra la lengua huasteca, que se habla en el norte de Veracruz y el oriente de San Luis Potosí. Algunas propuestas han incluido a las lenguas mayenses en el grupo macro-penutí. En otras hipótesis se ha señalado que pudiera haber alguna relación entre las familias totonacana, mixe-zoqueana y la mayense, aunque la propuesta no ha ganado muchos adeptos. Muchas de las lenguas mayas habladas en México tienen un escaso número de hablantes. Esto se debe a que varios de esos idiomas pertenecen a grupos de guatemaltecos que se refugiaron en México durante la guerra civil. En la actualidad son consideradas como lenguas nacionales, como el resto de las lenguas indígenas. | Mayense oriental   | Mameano            | Aguacateco-Ixil         | Ixil                                    | Chiapas, Quintana Roo y Campeche          |

## Familia del mixteco y zapoteco
El mixteco y zapoteco son parte del tercer grupo de lenguas más importante de México.
Las Lenguas otomangueanas comprende a varios grupos de lenguas originarias habladas entre el centro de México y el norte de Costa Rica, aunque solo sobreviven las lenguas otomangueanas que se hablan en el territorio mexicano. El mayor número de hablantes de esta familia se localiza en el estado de Oaxaca, los hablantes de zapoteco y de mixteco suman juntos cerca de un millón de personas. El número total de hablantes de todas las variedades juntas supera los dos millones.
| Clasificación de las lenguas indígenas de México |                      |                       |              |                |                                        |
| Familia                                          | Grupos               | Grupos                | Grupos       | Lengua         | Territorio                             |
| Lenguas otomangueanas                            | Otomangue occidental | Oto-pame-chinantecano | Oto-pame     | Otomí          | Centro de México                       |
| Lenguas otomangueanas                            | Otomangue occidental | Oto-pame-chinantecano | Oto-pame     | Mazahua        | Estado de México                       |
| Lenguas otomangueanas                            | Otomangue occidental | Oto-pame-chinantecano | Oto-pame     | Matlatzinca    | Estado de México                       |
| Lenguas otomangueanas                            | Otomangue occidental | Oto-pame-chinantecano | Oto-pame     | Tlahuica       | Estado de México                       |
| Lenguas otomangueanas                            | Otomangue occidental | Oto-pame-chinantecano | Oto-pame     | Pame           | Estado de México                       |
| Lenguas otomangueanas                            | Otomangue occidental | Oto-pame-chinantecano | Oto-pame     | Jonaz          | Guanajuato, San Luis Potosí, Querétaro |
| Lenguas otomangueanas                            | Otomangue occidental | Oto-pame-chinantecano | Chinantecano | Chinanteco     | Oaxaca y Veracruz                      |
| Lenguas otomangueanas                            | Otomangue occidental | Tlapaneco-mangueano   | Tlapaneco    | Tlapaneco      | Guerrero                               |
| Lenguas otomangueanas                            | Otomangue occidental | Tlapaneco-mangueano   | Mangueano    | Chiapaneco (†) | Chiapas                                |
| Lenguas otomangueanas                            | Otomangue oriental   | Popoloca-Zapotecano   | Popolocano   | Mazateco       | Oaxaca y Veracruz                      |
| Lenguas otomangueanas                            | Otomangue oriental   | Popoloca-Zapotecano   | Popolocano   | Ixcateco       | Oaxaca                                 |
| Lenguas otomangueanas                            | Otomangue oriental   | Popoloca-Zapotecano   | Popolocano   | Chocho         | Oaxaca                                 |
| Lenguas otomangueanas                            | Otomangue oriental   | Popoloca-Zapotecano   | Popolocano   | Popoloca       | Puebla                                 |
| Lenguas otomangueanas                            | Otomangue oriental   | Popoloca-Zapotecano   | Zapotecano   | Zapoteco       | Oaxaca                                 |
| Lenguas otomangueanas                            | Otomangue oriental   | Popoloca-Zapotecano   | Zapotecano   | Chatino        | Oaxaca                                 |
| Lenguas otomangueanas                            | Otomangue oriental   | Popoloca-Zapotecano   | Zapotecano   | Papabuco       | Oaxaca                                 |
| Lenguas otomangueanas                            | Otomangue oriental   | Popoloca-Zapotecano   | Zapotecano   | Solteco        | Oaxaca                                 |
| Lenguas otomangueanas                            | Otomangue oriental   | Amuzgo-mixtecano      | Amuzgo       | Amuzgo         | Oaxaca y Guerrero                      |
| Lenguas otomangueanas                            | Otomangue oriental   | Amuzgo-mixtecano      | Mixtecano    | Mixteco        | Oaxaca, Puebla y Guerrero              |
| Lenguas otomangueanas                            | Otomangue oriental   | Amuzgo-mixtecano      | Mixtecano    | Cuicateco      | Oaxaca                                 |
| Lenguas otomangueanas                            | Otomangue oriental   | Amuzgo-mixtecano      | Mixtecano    | Triqui         | Oaxaca                                 |

## Otras Familias, idiomas aislados y no clasificados
Los idiomas más raros se agrupan en 3 categorías, además de los aislados y las no clasificados:
- Lenguas hokanas
  - Lenguas del sur de Baja California
- Lenguas álgicas (Lenguas algonquianas)
- Lenguas na-dené (Atabascana)

| Clasificación de las lenguas indígenas de México | | | |                   |                              |
| Familia | Grupos | Grupos | Grupos | Lengua            | Territorio                   |
| Lenguas hokanas Aunque esta familia es todavía discutida por los lingüistas, agrupa numerosas lenguas habladas en las zonas áridas de México y Estados Unidos. Algunas propuestas incluyen a la lengua seri, pero en las más recientes esta lengua aparece como una lengua aislada. La mayor parte de las lenguas hokanas se han extinguido, y otras están a punto de desaparecer. | Lenguas yumano-cochimíes | Yumanas | Yumanas | Paipái            | Península de Baja California |
| Lenguas hokanas Aunque esta familia es todavía discutida por los lingüistas, agrupa numerosas lenguas habladas en las zonas áridas de México y Estados Unidos. Algunas propuestas incluyen a la lengua seri, pero en las más recientes esta lengua aparece como una lengua aislada. La mayor parte de las lenguas hokanas se han extinguido, y otras están a punto de desaparecer. | Lenguas yumano-cochimíes | Yumanas | Yumanas | Ku'ahl            | Península de Baja California |
| Lenguas hokanas Aunque esta familia es todavía discutida por los lingüistas, agrupa numerosas lenguas habladas en las zonas áridas de México y Estados Unidos. Algunas propuestas incluyen a la lengua seri, pero en las más recientes esta lengua aparece como una lengua aislada. La mayor parte de las lenguas hokanas se han extinguido, y otras están a punto de desaparecer. | Lenguas yumano-cochimíes | Yumanas | Yumanas | Cucapá            | Península de Baja California |
| Lenguas hokanas Aunque esta familia es todavía discutida por los lingüistas, agrupa numerosas lenguas habladas en las zonas áridas de México y Estados Unidos. Algunas propuestas incluyen a la lengua seri, pero en las más recientes esta lengua aparece como una lengua aislada. La mayor parte de las lenguas hokanas se han extinguido, y otras están a punto de desaparecer. | Lenguas yumano-cochimíes | Yumanas | Yumanas | Cochimí (Mti'pai) | Península de Baja California |
| Lenguas hokanas Aunque esta familia es todavía discutida por los lingüistas, agrupa numerosas lenguas habladas en las zonas áridas de México y Estados Unidos. Algunas propuestas incluyen a la lengua seri, pero en las más recientes esta lengua aparece como una lengua aislada. La mayor parte de las lenguas hokanas se han extinguido, y otras están a punto de desaparecer. | Lenguas yumano-cochimíes | Yumanas | Yumanas | Kumiai            | Península de Baja California |
| Lenguas hokanas Aunque esta familia es todavía discutida por los lingüistas, agrupa numerosas lenguas habladas en las zonas áridas de México y Estados Unidos. Algunas propuestas incluyen a la lengua seri, pero en las más recientes esta lengua aparece como una lengua aislada. La mayor parte de las lenguas hokanas se han extinguido, y otras están a punto de desaparecer. | Lenguas yumano-cochimíes | Yumanas | Yumanas | Nak'ipa (†)       | Península de Baja California |
| Lenguas hokanas Aunque esta familia es todavía discutida por los lingüistas, agrupa numerosas lenguas habladas en las zonas áridas de México y Estados Unidos. Algunas propuestas incluyen a la lengua seri, pero en las más recientes esta lengua aparece como una lengua aislada. La mayor parte de las lenguas hokanas se han extinguido, y otras están a punto de desaparecer. | Lenguas yumano-cochimíes | Yumanas | Yumanas | 'Ipa juim (†)     | Península de Baja California |
| Lenguas hokanas Aunque esta familia es todavía discutida por los lingüistas, agrupa numerosas lenguas habladas en las zonas áridas de México y Estados Unidos. Algunas propuestas incluyen a la lengua seri, pero en las más recientes esta lengua aparece como una lengua aislada. La mayor parte de las lenguas hokanas se han extinguido, y otras están a punto de desaparecer. | Lenguas yumano-cochimíes | Yumanas | Yumanas | Kiliwa            | Península de Baja California |
| Lenguas hokanas Aunque esta familia es todavía discutida por los lingüistas, agrupa numerosas lenguas habladas en las zonas áridas de México y Estados Unidos. Algunas propuestas incluyen a la lengua seri, pero en las más recientes esta lengua aparece como una lengua aislada. La mayor parte de las lenguas hokanas se han extinguido, y otras están a punto de desaparecer. | Lenguas yumano-cochimíes | Cochimíes | Cochimíes | Cochimí (†)       | Península de Baja California |
| Lenguas hokanas Aunque esta familia es todavía discutida por los lingüistas, agrupa numerosas lenguas habladas en las zonas áridas de México y Estados Unidos. Algunas propuestas incluyen a la lengua seri, pero en las más recientes esta lengua aparece como una lengua aislada. La mayor parte de las lenguas hokanas se han extinguido, y otras están a punto de desaparecer. | Lenguas yumano-cochimíes | Cochimíes | Cochimíes | Ignacieño (†)     | Península de Baja California |
| Lenguas hokanas Aunque esta familia es todavía discutida por los lingüistas, agrupa numerosas lenguas habladas en las zonas áridas de México y Estados Unidos. Algunas propuestas incluyen a la lengua seri, pero en las más recientes esta lengua aparece como una lengua aislada. La mayor parte de las lenguas hokanas se han extinguido, y otras están a punto de desaparecer. | Lenguas yumano-cochimíes | Cochimíes | Cochimíes | Borjeño (†)       | Península de Baja California |
| Lenguas hokanas Aunque esta familia es todavía discutida por los lingüistas, agrupa numerosas lenguas habladas en las zonas áridas de México y Estados Unidos. Algunas propuestas incluyen a la lengua seri, pero en las más recientes esta lengua aparece como una lengua aislada. La mayor parte de las lenguas hokanas se han extinguido, y otras están a punto de desaparecer. | Tequistlateco-chontales | Tequistlateco-chontales | Tequistlateco-chontales | Chontal de Oaxaca | Oaxaca                       |
| Lenguas hokanas Aunque esta familia es todavía discutida por los lingüistas, agrupa numerosas lenguas habladas en las zonas áridas de México y Estados Unidos. Algunas propuestas incluyen a la lengua seri, pero en las más recientes esta lengua aparece como una lengua aislada. La mayor parte de las lenguas hokanas se han extinguido, y otras están a punto de desaparecer. | Tequistlateco-chontales | Tequistlateco-chontales | Tequistlateco-chontales | Tequistlateco (†) | Oaxaca                       |
| Lenguas del sur de Baja California Se trata de un conjunto de lenguas habladas en el sur de la península de Baja California. Actualmente todas se encuentran extintas. La escasa documentación sobre las lenguas hace dudosa su clasificación. Incluso se ha puesto en duda la posibilidad de que todas esas lenguas hayan formado parte de una misma familia. Algunos lingüistas indican que es posible que hayan tenido alguna lejana relación con el cochimí, y por tanto, formarían parte de la familia hokana. | Lenguas del sur de Baja California Se trata de un conjunto de lenguas habladas en el sur de la península de Baja California. Actualmente todas se encuentran extintas. La escasa documentación sobre las lenguas hace dudosa su clasificación. Incluso se ha puesto en duda la posibilidad de que todas esas lenguas hayan formado parte de una misma familia. Algunos lingüistas indican que es posible que hayan tenido alguna lejana relación con el cochimí, y por tanto, formarían parte de la familia hokana. | Lenguas del sur de Baja California Se trata de un conjunto de lenguas habladas en el sur de la península de Baja California. Actualmente todas se encuentran extintas. La escasa documentación sobre las lenguas hace dudosa su clasificación. Incluso se ha puesto en duda la posibilidad de que todas esas lenguas hayan formado parte de una misma familia. Algunos lingüistas indican que es posible que hayan tenido alguna lejana relación con el cochimí, y por tanto, formarían parte de la familia hokana. | Lenguas del sur de Baja California Se trata de un conjunto de lenguas habladas en el sur de la península de Baja California. Actualmente todas se encuentran extintas. La escasa documentación sobre las lenguas hace dudosa su clasificación. Incluso se ha puesto en duda la posibilidad de que todas esas lenguas hayan formado parte de una misma familia. Algunos lingüistas indican que es posible que hayan tenido alguna lejana relación con el cochimí, y por tanto, formarían parte de la familia hokana. | Guaicura (†)      | Baja California Sur          |
| Lenguas del sur de Baja California Se trata de un conjunto de lenguas habladas en el sur de la península de Baja California. Actualmente todas se encuentran extintas. La escasa documentación sobre las lenguas hace dudosa su clasificación. Incluso se ha puesto en duda la posibilidad de que todas esas lenguas hayan formado parte de una misma familia. Algunos lingüistas indican que es posible que hayan tenido alguna lejana relación con el cochimí, y por tanto, formarían parte de la familia hokana. | Lenguas del sur de Baja California Se trata de un conjunto de lenguas habladas en el sur de la península de Baja California. Actualmente todas se encuentran extintas. La escasa documentación sobre las lenguas hace dudosa su clasificación. Incluso se ha puesto en duda la posibilidad de que todas esas lenguas hayan formado parte de una misma familia. Algunos lingüistas indican que es posible que hayan tenido alguna lejana relación con el cochimí, y por tanto, formarían parte de la familia hokana. | Lenguas del sur de Baja California Se trata de un conjunto de lenguas habladas en el sur de la península de Baja California. Actualmente todas se encuentran extintas. La escasa documentación sobre las lenguas hace dudosa su clasificación. Incluso se ha puesto en duda la posibilidad de que todas esas lenguas hayan formado parte de una misma familia. Algunos lingüistas indican que es posible que hayan tenido alguna lejana relación con el cochimí, y por tanto, formarían parte de la familia hokana. | Lenguas del sur de Baja California Se trata de un conjunto de lenguas habladas en el sur de la península de Baja California. Actualmente todas se encuentran extintas. La escasa documentación sobre las lenguas hace dudosa su clasificación. Incluso se ha puesto en duda la posibilidad de que todas esas lenguas hayan formado parte de una misma familia. Algunos lingüistas indican que es posible que hayan tenido alguna lejana relación con el cochimí, y por tanto, formarían parte de la familia hokana. | Laimón (†)        | Baja California Sur          |
| Lenguas del sur de Baja California Se trata de un conjunto de lenguas habladas en el sur de la península de Baja California. Actualmente todas se encuentran extintas. La escasa documentación sobre las lenguas hace dudosa su clasificación. Incluso se ha puesto en duda la posibilidad de que todas esas lenguas hayan formado parte de una misma familia. Algunos lingüistas indican que es posible que hayan tenido alguna lejana relación con el cochimí, y por tanto, formarían parte de la familia hokana. | Lenguas del sur de Baja California Se trata de un conjunto de lenguas habladas en el sur de la península de Baja California. Actualmente todas se encuentran extintas. La escasa documentación sobre las lenguas hace dudosa su clasificación. Incluso se ha puesto en duda la posibilidad de que todas esas lenguas hayan formado parte de una misma familia. Algunos lingüistas indican que es posible que hayan tenido alguna lejana relación con el cochimí, y por tanto, formarían parte de la familia hokana. | Lenguas del sur de Baja California Se trata de un conjunto de lenguas habladas en el sur de la península de Baja California. Actualmente todas se encuentran extintas. La escasa documentación sobre las lenguas hace dudosa su clasificación. Incluso se ha puesto en duda la posibilidad de que todas esas lenguas hayan formado parte de una misma familia. Algunos lingüistas indican que es posible que hayan tenido alguna lejana relación con el cochimí, y por tanto, formarían parte de la familia hokana. | Lenguas del sur de Baja California Se trata de un conjunto de lenguas habladas en el sur de la península de Baja California. Actualmente todas se encuentran extintas. La escasa documentación sobre las lenguas hace dudosa su clasificación. Incluso se ha puesto en duda la posibilidad de que todas esas lenguas hayan formado parte de una misma familia. Algunos lingüistas indican que es posible que hayan tenido alguna lejana relación con el cochimí, y por tanto, formarían parte de la familia hokana. | Aripe (†)         | Baja California Sur          |
| Lenguas del sur de Baja California Se trata de un conjunto de lenguas habladas en el sur de la península de Baja California. Actualmente todas se encuentran extintas. La escasa documentación sobre las lenguas hace dudosa su clasificación. Incluso se ha puesto en duda la posibilidad de que todas esas lenguas hayan formado parte de una misma familia. Algunos lingüistas indican que es posible que hayan tenido alguna lejana relación con el cochimí, y por tanto, formarían parte de la familia hokana. | Lenguas del sur de Baja California Se trata de un conjunto de lenguas habladas en el sur de la península de Baja California. Actualmente todas se encuentran extintas. La escasa documentación sobre las lenguas hace dudosa su clasificación. Incluso se ha puesto en duda la posibilidad de que todas esas lenguas hayan formado parte de una misma familia. Algunos lingüistas indican que es posible que hayan tenido alguna lejana relación con el cochimí, y por tanto, formarían parte de la familia hokana. | Lenguas del sur de Baja California Se trata de un conjunto de lenguas habladas en el sur de la península de Baja California. Actualmente todas se encuentran extintas. La escasa documentación sobre las lenguas hace dudosa su clasificación. Incluso se ha puesto en duda la posibilidad de que todas esas lenguas hayan formado parte de una misma familia. Algunos lingüistas indican que es posible que hayan tenido alguna lejana relación con el cochimí, y por tanto, formarían parte de la familia hokana. | Lenguas del sur de Baja California Se trata de un conjunto de lenguas habladas en el sur de la península de Baja California. Actualmente todas se encuentran extintas. La escasa documentación sobre las lenguas hace dudosa su clasificación. Incluso se ha puesto en duda la posibilidad de que todas esas lenguas hayan formado parte de una misma familia. Algunos lingüistas indican que es posible que hayan tenido alguna lejana relación con el cochimí, y por tanto, formarían parte de la familia hokana. | Huichití (†)      | Baja California Sur          |
| Lenguas del sur de Baja California Se trata de un conjunto de lenguas habladas en el sur de la península de Baja California. Actualmente todas se encuentran extintas. La escasa documentación sobre las lenguas hace dudosa su clasificación. Incluso se ha puesto en duda la posibilidad de que todas esas lenguas hayan formado parte de una misma familia. Algunos lingüistas indican que es posible que hayan tenido alguna lejana relación con el cochimí, y por tanto, formarían parte de la familia hokana. | Lenguas del sur de Baja California Se trata de un conjunto de lenguas habladas en el sur de la península de Baja California. Actualmente todas se encuentran extintas. La escasa documentación sobre las lenguas hace dudosa su clasificación. Incluso se ha puesto en duda la posibilidad de que todas esas lenguas hayan formado parte de una misma familia. Algunos lingüistas indican que es posible que hayan tenido alguna lejana relación con el cochimí, y por tanto, formarían parte de la familia hokana. | Lenguas del sur de Baja California Se trata de un conjunto de lenguas habladas en el sur de la península de Baja California. Actualmente todas se encuentran extintas. La escasa documentación sobre las lenguas hace dudosa su clasificación. Incluso se ha puesto en duda la posibilidad de que todas esas lenguas hayan formado parte de una misma familia. Algunos lingüistas indican que es posible que hayan tenido alguna lejana relación con el cochimí, y por tanto, formarían parte de la familia hokana. | Lenguas del sur de Baja California Se trata de un conjunto de lenguas habladas en el sur de la península de Baja California. Actualmente todas se encuentran extintas. La escasa documentación sobre las lenguas hace dudosa su clasificación. Incluso se ha puesto en duda la posibilidad de que todas esas lenguas hayan formado parte de una misma familia. Algunos lingüistas indican que es posible que hayan tenido alguna lejana relación con el cochimí, y por tanto, formarían parte de la familia hokana. | Cadégomeño (†)    | Baja California Sur          |
| Lenguas del sur de Baja California Se trata de un conjunto de lenguas habladas en el sur de la península de Baja California. Actualmente todas se encuentran extintas. La escasa documentación sobre las lenguas hace dudosa su clasificación. Incluso se ha puesto en duda la posibilidad de que todas esas lenguas hayan formado parte de una misma familia. Algunos lingüistas indican que es posible que hayan tenido alguna lejana relación con el cochimí, y por tanto, formarían parte de la familia hokana. | Lenguas del sur de Baja California Se trata de un conjunto de lenguas habladas en el sur de la península de Baja California. Actualmente todas se encuentran extintas. La escasa documentación sobre las lenguas hace dudosa su clasificación. Incluso se ha puesto en duda la posibilidad de que todas esas lenguas hayan formado parte de una misma familia. Algunos lingüistas indican que es posible que hayan tenido alguna lejana relación con el cochimí, y por tanto, formarían parte de la familia hokana. | Lenguas del sur de Baja California Se trata de un conjunto de lenguas habladas en el sur de la península de Baja California. Actualmente todas se encuentran extintas. La escasa documentación sobre las lenguas hace dudosa su clasificación. Incluso se ha puesto en duda la posibilidad de que todas esas lenguas hayan formado parte de una misma familia. Algunos lingüistas indican que es posible que hayan tenido alguna lejana relación con el cochimí, y por tanto, formarían parte de la familia hokana. | Lenguas del sur de Baja California Se trata de un conjunto de lenguas habladas en el sur de la península de Baja California. Actualmente todas se encuentran extintas. La escasa documentación sobre las lenguas hace dudosa su clasificación. Incluso se ha puesto en duda la posibilidad de que todas esas lenguas hayan formado parte de una misma familia. Algunos lingüistas indican que es posible que hayan tenido alguna lejana relación con el cochimí, y por tanto, formarían parte de la familia hokana. | Didiu (†)         | Baja California Sur          |
| Lenguas del sur de Baja California Se trata de un conjunto de lenguas habladas en el sur de la península de Baja California. Actualmente todas se encuentran extintas. La escasa documentación sobre las lenguas hace dudosa su clasificación. Incluso se ha puesto en duda la posibilidad de que todas esas lenguas hayan formado parte de una misma familia. Algunos lingüistas indican que es posible que hayan tenido alguna lejana relación con el cochimí, y por tanto, formarían parte de la familia hokana. | Lenguas del sur de Baja California Se trata de un conjunto de lenguas habladas en el sur de la península de Baja California. Actualmente todas se encuentran extintas. La escasa documentación sobre las lenguas hace dudosa su clasificación. Incluso se ha puesto en duda la posibilidad de que todas esas lenguas hayan formado parte de una misma familia. Algunos lingüistas indican que es posible que hayan tenido alguna lejana relación con el cochimí, y por tanto, formarían parte de la familia hokana. | Lenguas del sur de Baja California Se trata de un conjunto de lenguas habladas en el sur de la península de Baja California. Actualmente todas se encuentran extintas. La escasa documentación sobre las lenguas hace dudosa su clasificación. Incluso se ha puesto en duda la posibilidad de que todas esas lenguas hayan formado parte de una misma familia. Algunos lingüistas indican que es posible que hayan tenido alguna lejana relación con el cochimí, y por tanto, formarían parte de la familia hokana. | Lenguas del sur de Baja California Se trata de un conjunto de lenguas habladas en el sur de la península de Baja California. Actualmente todas se encuentran extintas. La escasa documentación sobre las lenguas hace dudosa su clasificación. Incluso se ha puesto en duda la posibilidad de que todas esas lenguas hayan formado parte de una misma familia. Algunos lingüistas indican que es posible que hayan tenido alguna lejana relación con el cochimí, y por tanto, formarían parte de la familia hokana. | Pericú (†)        | Baja California Sur          |
| Lenguas del sur de Baja California Se trata de un conjunto de lenguas habladas en el sur de la península de Baja California. Actualmente todas se encuentran extintas. La escasa documentación sobre las lenguas hace dudosa su clasificación. Incluso se ha puesto en duda la posibilidad de que todas esas lenguas hayan formado parte de una misma familia. Algunos lingüistas indican que es posible que hayan tenido alguna lejana relación con el cochimí, y por tanto, formarían parte de la familia hokana. | Lenguas del sur de Baja California Se trata de un conjunto de lenguas habladas en el sur de la península de Baja California. Actualmente todas se encuentran extintas. La escasa documentación sobre las lenguas hace dudosa su clasificación. Incluso se ha puesto en duda la posibilidad de que todas esas lenguas hayan formado parte de una misma familia. Algunos lingüistas indican que es posible que hayan tenido alguna lejana relación con el cochimí, y por tanto, formarían parte de la familia hokana. | Lenguas del sur de Baja California Se trata de un conjunto de lenguas habladas en el sur de la península de Baja California. Actualmente todas se encuentran extintas. La escasa documentación sobre las lenguas hace dudosa su clasificación. Incluso se ha puesto en duda la posibilidad de que todas esas lenguas hayan formado parte de una misma familia. Algunos lingüistas indican que es posible que hayan tenido alguna lejana relación con el cochimí, y por tanto, formarían parte de la familia hokana. | Lenguas del sur de Baja California Se trata de un conjunto de lenguas habladas en el sur de la península de Baja California. Actualmente todas se encuentran extintas. La escasa documentación sobre las lenguas hace dudosa su clasificación. Incluso se ha puesto en duda la posibilidad de que todas esas lenguas hayan formado parte de una misma familia. Algunos lingüistas indican que es posible que hayan tenido alguna lejana relación con el cochimí, y por tanto, formarían parte de la familia hokana. | Isleño (†)        | Baja California Sur          |
| Lenguas del sur de Baja California Se trata de un conjunto de lenguas habladas en el sur de la península de Baja California. Actualmente todas se encuentran extintas. La escasa documentación sobre las lenguas hace dudosa su clasificación. Incluso se ha puesto en duda la posibilidad de que todas esas lenguas hayan formado parte de una misma familia. Algunos lingüistas indican que es posible que hayan tenido alguna lejana relación con el cochimí, y por tanto, formarían parte de la familia hokana. | Lenguas del sur de Baja California Se trata de un conjunto de lenguas habladas en el sur de la península de Baja California. Actualmente todas se encuentran extintas. La escasa documentación sobre las lenguas hace dudosa su clasificación. Incluso se ha puesto en duda la posibilidad de que todas esas lenguas hayan formado parte de una misma familia. Algunos lingüistas indican que es posible que hayan tenido alguna lejana relación con el cochimí, y por tanto, formarían parte de la familia hokana. | Lenguas del sur de Baja California Se trata de un conjunto de lenguas habladas en el sur de la península de Baja California. Actualmente todas se encuentran extintas. La escasa documentación sobre las lenguas hace dudosa su clasificación. Incluso se ha puesto en duda la posibilidad de que todas esas lenguas hayan formado parte de una misma familia. Algunos lingüistas indican que es posible que hayan tenido alguna lejana relación con el cochimí, y por tanto, formarían parte de la familia hokana. | Lenguas del sur de Baja California Se trata de un conjunto de lenguas habladas en el sur de la península de Baja California. Actualmente todas se encuentran extintas. La escasa documentación sobre las lenguas hace dudosa su clasificación. Incluso se ha puesto en duda la posibilidad de que todas esas lenguas hayan formado parte de una misma familia. Algunos lingüistas indican que es posible que hayan tenido alguna lejana relación con el cochimí, y por tanto, formarían parte de la familia hokana. | Monguí (†)        | Baja California Sur          |
| Lenguas álgicas La única lengua álgica hablada en México es el kikapú, parecido al fox. La tribu kikapú se estableció en Coahuila en el siglo XIX por la invasión de su territorio original (Indiana) por anglosajones protestantes. | Lenguas algonquianas | Centrales | Centrales | Kikapú            | Coahuila                     |
| Lenguas na-dené | Atabascana | Atabascana | Apacheana | Lipán             | Chihuahua y Coahuila         |
| Lenguas na-dené | Atabascana | Atabascana | Apacheana | Chiricahua        | Chihuahua                    |
| Lenguas na-dené | Atabascana | Atabascana | Apacheana | Mescalero         | Chihuahua y Coahuila         |
| Lenguas na-dené | Atabascana | Atabascana | Apacheana | Coyotero          | Sonora                       |
| Lenguas aisladas Se ha intentado agrupar estas lenguas en familias más amplias, aunque sin éxito. Al purépecha y al huave se le ha intentado atribuir, sin éxito, orígenes sudamericanos. El huave también ha sido relacionado con las lenguas penutíes por Swadesh. Aunque se dispone de muy poca información, se ha pretendido relacionar al coahuilteco con las lenguas hokanas y las lenguas comecrudanas. El seri se ha incluido por mucho tiempo, sin evidencia contundente, a la gran familia hipotética hokana. El cuitlateco aparece en algunas clasificaciones como parte de la familia yuto-azteca. Del pericú es tan poco lo que se sabe y tantas eran sus diferencias con las otras lenguas de la península de Baja California, que ni los mismos misioneros del siglo XVII se atrevieron a establecer relaciones entre esta lengua y el resto de las peninsulares. Actualmente se propone que los pericú debieron ser descendientes de los primeros pobladores de la región. | | | |                   |                              |
| Purépecha | Michoacán | | |                   |                              |
| Huave | Oaxaca | | |                   |                              |
| Cuitlateco (†) | Guerrero | | |                   |                              |
| Coahuilteco (†) | Coahuila | | |                   |                              |
| Seri | Sonora | | |                   |                              |
| Lenguas no clasificadas Además, existe un conjunto de lenguas con documentación muy escasa y referencias a lenguas de pueblos extinguidos, que no han podido ser clasificadas por falta de información. Ver por ejemplo Lenguas no clasificadas de México. | | | |                   |                              |
| Cotoname (†) | Tamaulipas | | |                   |                              |
| Quinigua (†) | Nuevo León | | |                   |                              |
| Solano (†) | Coahuila | | |                   |                              |
| Naolano (†) | Tamaulipas | | |                   |                              |
| Maratino (†) | Tamaulipas | | |                   |                              |
| Chumbia (†) | Guerrero | | |                   |                              |

## De la castellanización a la educación intercultural bilingüe

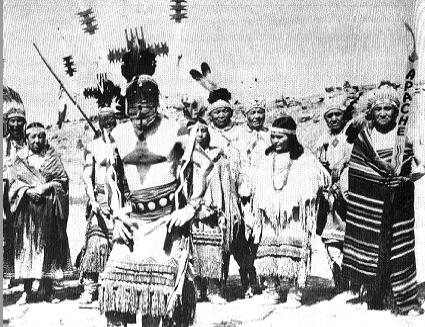
Las tribus llamadas genéricamente «apaches» eran nómadas que entraron en conflicto con los estados del norte de México durante el, al final accedieron a regresar al norte del Río Bravo, donde permanecen. Sus lenguajes y costumbres están muy bien documentados.

Por «castellanización» se entiende, en México, el proceso de adopción de la lengua española por parte de los pueblos indígenas. Como se señaló anteriormente, sus antecedentes de iure más remotos datan del siglo XVII, aunque no fue sino hasta el siglo XIX cuando alcanzó su máxima expresión, en el contexto de la República liberal. Con la generalización de la educación pública, la castellanización se hizo más profunda aunque ello no derivó en el abandono absoluto de las lenguas indígenas por parte de sus hablantes.
En otros casos, la castellanización fue acompañada por el exterminio físico o el etnocidio; casos especiales son los yaquis (Guerra del Yaqui, 1825-1897), los mayas (Guerra de Castas, 1848-1901) y los californios (cuyas lenguas se extinguieron a finales del siglo XIX, luego de una larga agonía que comenzó con el establecimiento de misiones católicas en la península).
Los apaches son un caso un poco diferente, aunque resistieron cualquier esfuerzo de castellanización desde el siglo XVII, entraron en conflicto abierto con españoles y mexicanos, e incluso con las demás etnias del norte (tarahumaras, sumas, conchos, tobosos). Esto se agudizó al ser empujados hacia el oeste por la expansión de Estados Unidos, causando el constante conflicto en los estados del norte de México y del sur de Estados Unidos (Guerra apache, durante todo el XIX).
La castellanización tenía como propósito eliminar las diferencias étnicas de los indígenas con respecto al resto de la población, para, en última instancia, integrarlos en «igualdad» de condiciones a la nación. En México, uno de los principales criterios históricos para la definición de «lo indígena» ha sido la lengua (el criterio «racial» solo desapareció en el discurso oficial en la tercera década del siglo XX). Por ello, las estrategias para inducir el abandono de las lenguas indígenas estaban dirigidas principalmente a la prohibición legal de su empleo en la educación, la prohibición fáctica del ejercicio de la docencia para los indígenas (cuando un indígena llegaba a ser profesor, el gobierno se encargaba de reubicarlo en una comunidad donde no se hablase su lengua madre) y otras similares.
Contra lo que pensaban los defensores de la castellanización de los indígenas, su incorporación al mundo de habla española no significó una mejoría en las condiciones materiales de existencia de los grupos étnicos. La política de castellanización se tropezaba también con las carencias del sistema educativo nacional. Suponía que los educandos manejaban de antemano la lengua española, aunque en muchas ocasiones no ocurría de esta forma. Muchos indígenas que tuvieron acceso a la educación pública durante la primera mitad del siglo XX en México eran monolingües, y al prohibírseles el uso de la única lengua que manejaban, eran incapaces de comunicarse en el medio escolar. Por otra parte, los docentes muchas veces eran indígenas cuyo dominio del español también era precario, lo que contribuyó a la reproducción de las deficiencias competitivas entre los niños. En vista de lo anterior, en la década de 1970 se incorporó la enseñanza en lengua indígena en las zonas de refugio, pero únicamente como un instrumento transitorio que debería contribuir a un aprendizaje más efectivo del español.
Durante la década de 1980, la educación bilingüe fue objeto de una promoción intensiva (en términos comparativos con períodos anteriores, puesto que nunca ha constituido un sistema masivo en México). Pero aun cuando los propósitos seguían siendo los mismos (la incorporación de los indígenas a la nación mestiza y la castellanización), se enfrentaba desde entonces a las carencias que acusa el sistema de educación intercultural implementado en la segunda mitad de la década de 1990. A saber, que el profesorado asignado a zonas de habla indígena con frecuencia no domina el idioma indígena que hablan sus estudiantes. Por otra parte, solo en fechas muy recientes la Secretaría de Educación Pública se preocupó por la producción de textos en lenguas indígenas, y solo en algunas de ellas. La gran diversidad lingüística de México, aunada a las dimensiones reducidas de algunas comunidades lingüísticas, han conducido al sistema de educación intercultural bilingüe a enfocarse solo en los grupos más amplios.

## Bilingüismo y diglosia
La mayor parte de los hablantes de lenguas indígenas en México son bilingües. Esto es resultado de un largo proceso histórico en que sus lenguas fueron relegadas a los ámbitos de la vida comunitaria y doméstica. Debido a ello, la mayor parte de los indígenas se vieron en la necesidad de aprender a comunicarse en español tanto con las autoridades como con los habitantes de las poblaciones mestizas, que se convirtieron en los centros neurálgicos de las redes comunitarias en que se veían integradas sus sociedades. A la declinación del número de monolingües entre los mexicanos hablantes de lenguas indígenas contribuyó también, como se ha señalado antes, la intensiva campaña educativa de corte castellanizante.
En la actualidad, existen comunidades lingüísticas donde menos del 10 % de sus miembros hablan exclusivamente la lengua amerindia. Es el caso de la comunidad lingüística de los chontales de Tabasco, que apenas presentan un 0.13 % de monolingües del total. Les siguen los yaquis (0.33 %) mazahuas —grupo étnico del estado de México, caracterizado por su temprana integración en la red económica de grandes ciudades como México, D.F. y Toluca—, con 0.55 % de monolingües; y los mayos de Sonora y Sinaloa, con 1.78 %. Las comunidades con la mayor cantidad de indígenas monolingües son también aquellas donde el analfabetismo es más elevado o cuyo territorio étnico tradicional se localiza en las regiones más marginadas de México. Tal es el caso de los amuzgos de Guerrero y Oaxaca, con 42 % de monolingües y 62 % de analfabetismo; los tseltales y tsotsiles de los Altos de Chiapas, con 36.4 % y 31.5 % de monolingües respectivamente; y los tlapanecos de la Montaña de Guerrero, con 31.5 % de monolingüismo.
En años recientes, algunas comunidades lingüísticas indígenas de México han emprendido campañas de rescate y revalorización de sus propias lenguas. Quizá la excepción sean los zapotecos de Juchitán, núcleo urbano de Oaxaca donde la lengua zapoteca tiene una fuerte presencia en todos los ámbitos de la vida desde el siglo XIX. Los movimientos reivindicadores de las lenguas indígenas han tenido lugar casi exclusivamente entre aquellos pueblos con elevado bilingüismo o que de una u otra manera se han insertado en la vida urbana. Este es el caso de los hablantes de maya yucateco, los purépechas de Michoacán, los nahuas de Milpa Alta o los mixtecos que viven en Los Ángeles.
Pero lo general es que las lenguas indígenas sigan relegadas a la vida familiar y comunitaria. Un ejemplo notable es el de los otomíes de algunas regiones del valle del Mezquital. Estos grupos se han negado a recibir instrucción en su propia lengua, dado que esos son conocimientos que se pueden aprender «en la casa», y que finalmente carecerán de utilidad práctica en la vida futura de los educandos. Lo que solicitan los padres en casos de este tipo es que la alfabetización de los niños indígenas sea en lengua española, dado que es un idioma que necesitarán para relacionarse en lugares distintos de la comunidad de origen. Porque, aunque la ley mexicana haya elevado al rango de lenguas nacionales a los idiomas autóctonos (más conocidas por el común de los mexicanos como dialectos, palabra empleada en el sentido de que «no son verdaderas lenguas»), el país carece de mecanismos para garantizar el ejercicio de los derechos lingüísticos de los indígenas. Por ejemplo, los materiales editados (textos o fonogramas) en estos idiomas son muy pocos, los medios de comunicación no prestan espacios para su difusión, salvo algunas estaciones creadas por el desaparecido Instituto Nacional Indigenista (actual Comisión Nacional para el Desarrollo de los Pueblos Indígenas o CDI) en zonas con amplia población hablante de idiomas indios; y porque, finalmente, la mayor parte de la sociedad mexicana se comunica en español.

## Lenguas alóctonas de México
Cerca de dos millones hablan lenguas extranjeras en combinación con el español, muchos de ellos hijos de inmigrantes extranjeros, otros son mexicanos que aprendieron una lengua extranjera en otro país y el resto lo han adquirido en centros de enseñanza, para el desempeño de sus actividades.
Aunque el español es la lengua mayoritaria de México, el inglés es usado ampliamente en los negocios. El dominio del idioma inglés es una característica muy demandada en la búsqueda de empleados profesionistas, lo cual ha llevado a un incremento exponencial en la cantidad de escuelas e institutos de enseñanza del inglés y la mayoría de las escuelas privadas ofrecen educación bilingüe e incluso lo que se ha denominado «bicultural». También es un idioma importante y se habla como segunda lengua después del español en las ciudades fronterizas, pero en estas, al igual que en algunas del lado estadounidense, se ha mezclado con el español creando un dialecto híbrido llamado espanglish. El inglés también es el idioma principal de las comunidades de inmigrantes estadounidenses en las costas de Baja California y por colonos mormones en el estado de Chihuahua cuya lengua materna sigue siendo el inglés desde 1912. Aunque en la práctica el inglés es minoritario existen periódicos en inglés como: Gringo Gazette, Newsweek México, The News México y México all Time, entre otras.
Recientemente se ha identificado a una comunidad de atletas, en su mayoría procedentes de Kenia (algunos de ellos ya nacionalizados), que ha decidido establecerse en Toluca, por su condición estratégica de cercanía a la capital del país, su altitud, sus instalaciones deportivas y sus lugares de entrenamiento como las faldas del Nevado de Toluca, su concentración para entrenamiento es diario, por lo que se hace ya cotidiano verlos correr en esa zona, charlando en inglés, en su lengua nativa o en español. No se tienen datos oficiales acerca de la presencia de otros idiomas no indígenas en el territorio mexicano. El Inegi los incluye dentro de la categoría Otras lenguas extranjeras, aunque en sus tabulados finales no se desglosan cuáles son esas lenguas extranjeras.
El Instituto Lingüístico de Verano calculaba que a mitad de la década de 1990 existían 70 000 hablantes de plautdietsch en la república. La mayor parte de ellos se asientan en los territorios semidesérticos de Chihuahua, Zacatecas, Durango, Tamaulipas y Campeche. De esa comunidad, menos de la tercera parte habla también español y son en su mayoría varones (las mujeres adultas son monolingües), lo cual se puede explicar por el aislamiento de la comunidad menonita con respecto a sus vecinos. Asimismo, aunque se estima que la población de gitanos en el país debía ascender a unos 16 000 individuos; el ILV calcula que, de ellos, unos cinco mil hablan el idioma romaní o caló.
Hoy en día la gente en Chipilo todavía habla la lengua véneta de sus antepasados, cuyos propios hablantes le suelen llamar chipileño. La variante véneta que se habla es el feltrino-belunés. Resulta sorprendente que el véneto chipileño no haya sido muy influido por el español, en comparación con cómo ha sido alterado en Italia por el italiano. Aunque el gobierno estatal no lo ha reconocido, por el número de hablantes, el dialecto véneto es una lengua alóctona minoritaria en Puebla y se estiman unos 5000 hablantes. Sin embargo, desde hace unos años los chipileños están trabajando por el reconocimiento de su lengua con pláticas con el INAH y sobre todo con el trabajo cultural que realizan de manera constante a pesar del racismo y la discriminación que reciben por parte de las autoridades del estado y por los profesores monolingües que desconocen el idioma véneto de Chipilo.
Sobre las lenguas ibéricas habladas en México, se tiene registro del uso del catalán, el vasco y el gallego. Los hablantes de estas lenguas son principalmente gente de edad avanzada que llegó a México a causa de la guerra civil española, y también estas lenguas son habladas en menor escala por algunos de sus hijos y nietos que ya son mexicanos de nacimiento y por nuevos migrantes españoles que han arribado al país en los últimos años. El catalán es el más hablado de entre estos tres en México, según fuentes de la comunidad catalana que estiman unos 64 000 hablantes que se concentran en Ciudad de México, Puebla, Quintana Roo, Baja California, Colima, Jalisco y Sinaloa. Al catalán le sigue el vasco, con 25 000 hablantes dispersos en Ciudad de México, estado de México, Nuevo León,Baja California, Coahuila, Jalisco, Colima y Oaxaca. Finalmente, la tercera es el gallego, con 13 000 hablantes dispersos principalmente en la capital mexicana, estado de México, Veracruz y Jalisco. Del asturiano y del extremeño muchas de sus palabras se mantienen presentes en el léxico hablado por los mexicanos, muy en particular los de las regiones Centro y Bajío. Otro idioma ibérico hablado en México es el ladino o judeoespañol, lengua de las comunidades sefardíes de México.
Existe una importante comunidad china en el país, entre las que destacan el barrio chino de la Ciudad de México que cuenta con unas 3000 familias de chinos, otros asiáticos y sus descendientes; y, La Chinesca de Mexicali, con una población de unos 5000 chinos cantoneses y sus descendientes; esta comunidad publica un periódico semanario en chino y cantonés el Kiu Lum, el cantonés y el mandarín es enseñado a los niños dentro de la Asociación que mandó construir la comunidad china de Mexicali.
La comunidad judía de la Ciudad de México, mayoritariamente asquenazí, ha impulsado la educación multilingüe entre los niños y jóvenes de su comunidad; los estudiantes, en su mayoría asisten a colegios privados donde se les enseña español, inglés y hebreo, donde estas materias son impartidas de forma obligatoria para poder obtener el grado escolar, así como una señalización trilingüe en dichos colegios judíos mexicanos; de hecho, también hay periódicos en lengua hebrea para los padres de dichos estudiantes. Asimismo, el programa se diseñado para la reciente inmigración de judíos de otros países, que se desplazaron a México y la comunidad judía pueda ofertar una educación acorde a la visión cultural de esta comunidad. En Chiapas apareció en la época virreinal española el fraylescano, una variante que combina voces del español antiguo que hablaban los primeros españoles con las de lenguas indígenas regionales, como el chiapaneco, el zoque y el maya.
El francés dejó raíces en la comunidad de San Rafael, Veracruz desde la llegada de un grupo de franceses en 1833 con la idea de una mejor vida en un clima generoso. En la actualidad, son pocos los descendientes que lo hablan, aunque el gobierno de Francia financia a una institución para que la lengua francesa se siga hablando en ese lugar. Posteriormente, durante el periodo del Segundo Imperio mexicano, hubo una oleada de franceses, belgas, luxemburgueses y suizos que arribaron al país, quienes generalmente se establecían en las ciudades principales de la época, dejando un gran legado a su paso por México; sus descendientes, una pequeña comunidad dispersa a lo ancho de México, ha tratado de mantener la lengua de sus respectivos países.
Por otra parte, se sabe de la presencia de comunidades importantes de hablantes del alemán, italiano, ruso, portugués, árabe, ucraniano, croata, maltés, húngaro, serbio, bosnio, vietnamita, hebreo, griego, turco, sueco, rumano, chino, japonés, filipino y coreano, aunque el ILV no presenta datos que permitan exponer una cifra acerca de su peso en las estadísticas pero los estudios que se tienen también se estiman sobre la base de los datos que establecen estas comunidades así mismo como los de la secretaría de migración que también arroja datos aproximados. En la misma situación se encuentran muchos grupos indígenas no nativos de México y cuyas lenguas no fueron consideradas nacionales por la legislación del país —cosa que sí ocurrió, por ejemplo, con las lenguas de los refugiados guatemaltecos—. En este caso está una importante comunidad de ecuatorianos y peruanos hablantes de quechua asentados en la Ciudad de México, en el estado de México, en Morelos y en Puebla.
En el estado de Chiapas, concretamente en el Municipio de Acacoyahua, hay una comunidad japonesa que data desde finales del siglo XIX y cuyas costumbres se han ido mezclando con las de la región, sin embargo, aún se habla el japonés.
Entre la frontera México-Estados Unidos, hay presencia de lenguas norteamericanas como el kikapú, el kumiai y el pápago que se hablan entre ambos países y que también han sido reconocidas como lenguas nacionales. Sin embargo, después del exterminio o etnocidio de las diversas tribus apaches en territorio mexicano. En el censo parcial de población realizado por el INEGI en el 2005, se registró grupos indígenas no nativos de México, entre ellos 640 hablantes de criollo afroseminol, 37 hablantes de navajo, 22 hablantes de apache mescalero, 12 hablantes de yavapai en los estados de Chihuahua, Sonora, Coahuila y Baja California con un trilingüismo muy marcado entre los indígenas de la frontera México-Estados Unidos; en el caso de los navajos se dio por intereses comerciales que tienen con mexicanos en la venta de lana o forraje para ganado y en el caso de los apaches se dio por la reintroducción del búfalo americano en las reservas naturales del cañón de Santa Helena y Boquillas del Carmen que se ubican en las riberas sureñas del Río Bravo donde seis familias indígenas pertenecientes a esta etnia decidieron vivir de nueva cuenta en territorio mexicano sin importar los problemas fronterizos como en antaño vivían sus ancestros en las vastas llanuras del desierto chihuahuense.[cita requerida]
Aunque México se reconoce, según sus leyes, como un país multicultural y determinado a la protección de las lenguas de sus diversos pueblos, no ha dado personalidad legal a las comunidades lingüísticas enumeradas en este apartado. La ley mexicana no contempla protección o promoción para estos idiomas, aun cuando forman parte de la identidad de un grupo (minoritario) de ciudadanos mexicanos. Cabe notar que, en este punto, la legislación mexicana es equiparable respecto a las legislaciones de la mayoría de los países occidentales, en donde las lenguas de inmigrantes relativamente recientes, o marginales poblacionalmente, tienden a no ser consideradas como lenguas nacionales en riesgo, y por lo tanto, dignas de protección.[cita requerida]

## Lenguas de señas
Se estima que existen entre 87 000 a 100 000 señantes que practican la lengua de señas mexicana, entre 400~500 la lengua de señas yucateca y ~13 de la lengua de señas de Tijuana.
Hasta el momento no se tiene una estimación del número de señantes de la lengua de signos americana, empleada por residentes estadounidenses y canadienses, así como por hijos de emigrantes mexicanos.
Tampoco hay estimaciones de quienes practican la lengua de signos española y el lenguaje de señas guatemalteco.
Se encuentran grupos de señantes en la Ciudad de México, Guadalajara y Monterrey, así como en otras ciudades más pequeñas con comunidades de señantes significativas. Hay variaciones regionales (80-90 % de similitud léxica en todo el país según Faurot et al. 2001). Existen variaciones importantes en los grupos de edad y personas de orígenes religiosos completamente diferentes. Hay lenguas aisladas locales como la lengua de señas chatina y la lengua de señas de Zinacantán.

### Braille español
En 2010, existía un total de 1 292 201 personas con un grado de discapacidad visual, (27.2 % del total de discapacitados a nivel nacional) por lo que se cree que solo un 10 % de ellos son lectores del alfabeto braille español, es decir, cerca de 130 000 aproximadamente. Se desconoce el número de lectores de braille inglés residentes en el país.

## Variedades mexicanas del español

Variedades del español mexicano-centroamericano, de acuerdo con Moreno Fernández.

División dialectal del español en México, de acuerdo con Lope Blanch.

Los diversos dialectos del español que se hablan en América han sido objeto de estudio por parte de lingüistas y filólogos, con el propósito de comprender sus características peculiares. Como resultado de esos estudios, los dialectos mexicanos del español han sido tratados como un conjunto independiente, o bien, como parte del grupo de dialectos mexicano-centroamericano.
De acuerdo con Moreno Fernández, algunos de los rasgos de los dialectos mexicanos del español son compartidos con América Central, particularmente las variedades que se hablan en el sureste de México. De acuerdo con su propuesta, el español mexicano-centroamericano se puede dividir en dos grandes ramas: la mexicana y la mayense-centroamericana.
Dentro de la primera caben las hablas del norte, centro y zonas costeras de México; mientras que la segunda comprende las variedades de Yucatán, América Central (incluyendo Chiapas) y el español de los hablantes bilingües que son usuarios de alguna lengua mayance. La propuesta de Moreno Fernández es similar a la que elaboró en su momento Pedro Henríquez Ureña. De acuerdo con Moreno Fernández, las cinco variedades del español mexicano se caracterizan de la siguiente forma:
- El español norteño es un conjunto de hablas que se arraigó en el norte del país, un amplio espacio donde las lenguas indígenas fueron prácticamente eliminadas, y el repoblamiento se realizó con europeos e indígenas provenientes del centro del país. Algunas de sus características más notables son la articulación de [t͡ʃ] como [ʃ] —por ejemplo, Chihuahua se pronuncia [ʃi'wawa]—, hay un debilitamiento de las vocales y diptongación de /e/ y /o/, y también presenta algunas peculiaridades léxicas.
- El español del centro de México se caracteriza por el debilitamiento de las vocales, la tensión de [s] y [x] y la conservación de grupos consonánticos cultos como [ks] y [kt].
- El español costeño mexicano comparte varios rasgos fonológicos con las hablas hispanas de la cuenca del Caribe. Entre otros, presenta el debilitamiento de la [s] en coda silábica, la velarización de [n] y debilitamiento generalizado de las consonantes al final de la palabra, amén de la pérdida de la [r] al final de los infinitivos.
- El español yucateco se caracteriza por la fuerte influencia del idioma maya no solo en el nivel léxico, sino también en el fonológico y en las soluciones gramáticas de los hablantes. Algunos de estos rasgos son la glotalización de algunas consonantes o los cortes glóticos que no existen en español, la posición final de [t͡ʃ] y [ʃ] y la realización labial de la [n] final (por ejemplo, pan se articula [pˀam]).
- El español centroamericano es la variedad del habla española que se emplea en Chiapas, emparentada con las del resto de América Central. Al igual que el español yucateco, el centroamericano convive con diversas lenguas mayances, pero su influencia es mucho menor. Algunas características del español hablado en Chiapas son el debilitamiento de [ʝ] intervocálica, la aspiración o debilitamiento de [x] y la velarización de [n].
- El español chicano surgió debido a la migración de hablantes de español mexicano a la frontera con Estados Unidos, el aumento de la variedad llamada español chicano ha despertado mucho interés en la investigación sociolingüística mexicana. Claudia Parodi encabeza a estos investigadores con sus estudios del español chicano en Los Ángeles.

Juan Miguel Lope Blanch realizó una clasificación interna más detallada de las hablas hispanas en México que distingue diez regiones dialectales en todo el territorio mexicano. Estas son la península de Yucatán, Chiapas, Tabasco, Veracruz, el altiplano oaxaqueño, el centro del Eje Neovolcánico, la costa de Guerrero y Oaxaca, las variedades del noroeste, las hablas de la Mesa del Centro, y la región del noreste. Esta clasificación contempla además otras regiones en formación como la que conforman Jalisco y Michoacán. Cada una de las variedades habladas en México posee ciertos rasgos características. En el caso del español yucateco hay una fuerte influencia del idioma maya como lengua de adstrato; la variedad chiapaneca comparte muchas características con el español centroamericano, como su carácter «rural y conservador» y el voseo, fenómeno que no se encuentra documentado en otras partes de México. El habla tabasqueña es considerada por Lope Blanch como una transición entre la variedad veracruzana y la yucateca, aunque otros autores la consideran dentro del grupo de las hablas costeras mexicanas.

### Laxen México

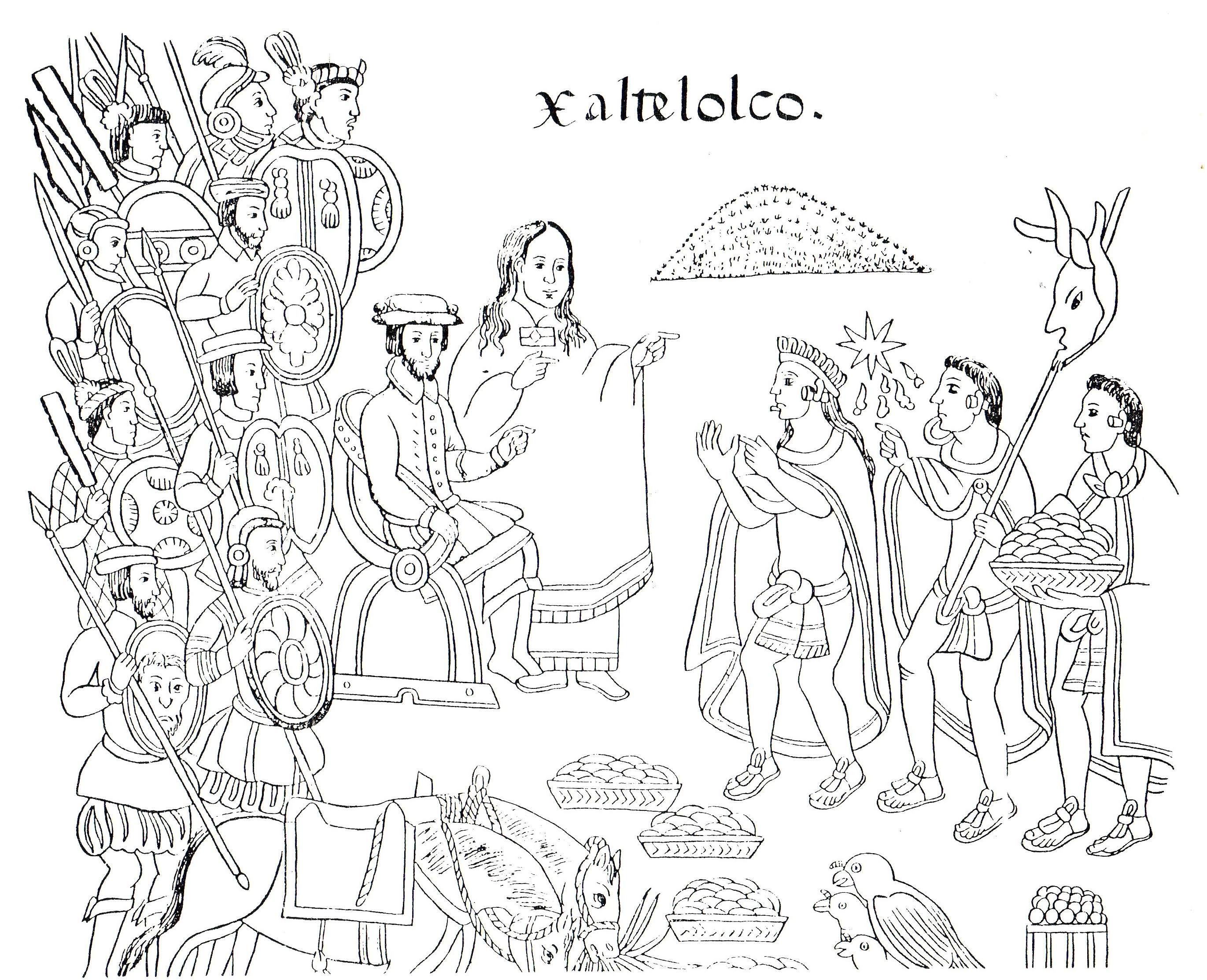
La Malinche, princesa chontal bilingüe, fue una lengua (intérprete) que ayudó a los españoles a entender los idiomas nativos a su llegada a Mesoamérica. Algunas palabras de estos idiomas pasaron al español y perviven en el habla cotidiana de México.

La lectura de la ⟨x⟩ ha sido motivo de múltiples comentarios de extranjeros que visitan el país. De modo general, se escribe con ⟨x⟩ todo término de origen español que así lo requiera, como excepción, existencia y muchos cientos o miles más. En todos estos casos, la ⟨x⟩ se pronuncia como [ks], tal como señala la regla estándar. Pero en el caso de las voces indígenas, la regla no está tan estandarizada ni es necesariamente conocida por el resto de los hispanohablantes, aun cuando tiene sus orígenes en el habla y la escritura de la península ibérica de los siglos XV y XVI.
La grafía ⟨x⟩ posee en México cuatro valores distintos:
- El convencional, [ks], como en los ejemplos señalados antes o en Tuxtla (de Tochtlan, tierra de conejos en nahuatl), nombre de la capital de Chiapas, así como de varias poblaciones en Veracruz.
- Un valor [ʃ], pronunciado como la ⟨sh⟩ del inglés, empleado en voces de origen indígena como mixiote (un guiso preparado en la película que recubre la penca del maguey), Xel-Ha (nombre de un parque ecológico maya) y Santa María Xadani (población zapoteca del Istmo de Tehuantepec). Como la ⟨x⟩ gallega.
- Un valor [x], pronunciado como ⟨j⟩, por ejemplo: Xalapa (nombre de la capital de Veracruz), axolote (un anfibio de los lagos del centro del país) o en las palabras México y mixe.
- Un valor [s], como en Xochimilco (el famoso lago de la chinampería chilanga) o como la voz española xilófono.

### Características léxicas del español en México
El español hablado en México no es homogéneo. Cada región tiene sus propios modismos, como en el resto de los países de habla hispana. Sin embargo, es posible hablar de algunas características más o menos comunes a todos los dialectos regionales que conforman aquello que, para acortar, es llamado dialecto mexicano del español. Es notable la abundancia de voces de origen náhuatl, incluso en zonas donde esta lengua no era empleada de modo generalizado, como la península de Yucatán o el norte de México. Muchas de estas voces sustituyeron las propias de los conquistadores o las que fueron adquiridas por ellos en las Antillas, durante la primera etapa de la colonización. Otras tantas fueron adoptadas porque los españoles carecían de palabras para referirse a algunas cosas que desconocían y que estaban presentes en el contexto de la civilización mesoamericana. Son ejemplos:
- Metate, del náhuatl métatl, que designa una piedra plana trípode sobre la que se muele el nixtamal, los chiles y cualquier cosa susceptible de convertirse en pasta. Todo metate va acompañado de una piedra conocida como "metlapil", "metlapile" (Del náhuatl "metlapilli", de métlatl (metate)y pilli (hijo)) o "mano del metate" que es una piedra larga que sirve como rodillo para prensar los materiales dispuestos en el metate, por acción de la fuerza humana.
- Molcajete, del náhuatl molcáxitl, que literalmente significa recipiente para guisos, designa una herramienta de cocina, también de piedra, de forma cóncava y trípode que se emplea para moler alimentos y convertirlos en salsas con su respectivo tejolote o mano del molcajete. Algunos españoles de la época de la Conquista lo llamaban mortero, pues su uso y función es similar al de ese recipiente existente en España.
- Nixtamal, del náhuatl nextamalli, literalmente empanada de maíz cocido con cal viva de concha nácar, es el nombre con que se conoce en México al maíz precocido con cal como paso previo a su molienda para la preparación de masa para tortillas (véase nixtamalización). El agua de cal empleada en el proceso recibe el nombre de nexayote, najayote o nejayote (del náhuatl nexáyotl, que significa agua de ceniza).
- Petate, del náhuatl pétatl. Literalmente designa un tejido de palma que en el resto de la América hispanoparlante y en España se conoce como estera. Derivado de petate es el verbo petatearse, que en México significa estirar la pata, y en modo menos coloquial, morirse.

Como los anteriores cuatro, ejemplos sobran en todo México. A ello hay que sumar la abundante toponimia de origen indígena que pasó a formar parte del habla cotidiana de los mexicanos hispanófonos y otras voces de origen indígena cuya extensión es de índole regional y que constituyen algunas de las diferencias entre las variedades locales del español mexicano.
Aparte del léxico, existen algunas particularidades fonológicas del español de México, generalmente, los mexicanos tienden a suprimir la pronunciación de algunas vocales átonas y a la elisión en algunas palabras, especialmente cuando en una oración una palabra concluye en vocal y la siguiente comienza en vocal. Además, en contraste con los nativos de España, los mexicanos suelen pronunciar conjuntos de dos consonantes seguidas, como [ks], [tl] y otras (aunque también es frecuente en algunos sociolectos el cambio de consonantes, como en [kl] en lugar de [tl], o bien, [ks] en vez de [ps]). También hay que señalar que como en el resto de América Latina, el habla española de México se caracteriza por la ausencia del fonema /θ/, que se sustituye por /s/ ya que las dos sibilantes del español del siglo XVI convergieron en el español de América.
En México no existe el voseo, salvo en algunas regiones del sureste, donde se emplean tres pronombres para la segunda persona singular (tú, usted y vos), con connotaciones semánticas diferentes. Es general la distinción entre tú y usted, empleándose la segunda en las fórmulas de respeto o de conversación con personas a quienes no se conoce. Lo anterior vale especialmente para las generaciones adultas, puesto que entre los jóvenes tiende a desaparecer esta distinción. De igual manera, mientras los adultos suelen referirse a las acciones realizadas por ellos mismos con los pronombres uno o yo, cada vez se vuelve más general el uso de tú para este tipo de construcciones, supuestamente por influencia del inglés. Por eso, cuando uno podría decir que ha hecho tal o cual cosa, alguien más dirá que tú haces la misma cosa, pero refiriéndose a sí mismo.[cita requerida]
Ya entrando en el campo de los anglicismos, se acusa que el mexicano es uno de los dialectos del español con un mayor número de voces de origen inglés. Sin embargo, como señala Grijelmo, esto es algo relativo, puesto que existen algunos conceptos para los que los mexicanos hispanófonos han elaborado voces castizas que, sin embargo, han sido calcadas del inglés en otras partes del mundo de habla hispana. Como ejemplo de lo anterior, en México los automóviles se estacionan, y no se aparcan, tal como se hace en España, donde sin embargo los coches se alquilan, mientras en México los carros se rentan (cars are rented).

## Lenguas y dialectos en peligro
En México existen 131 idiomas y dialectos que se podrán convertir en lenguas muertas para el final del siglo XXI. si no se toman medidas:
- Afro-Seminole Creole
- Amuzgo, Ipalapa
- Chatino, Tataltepec
- Chatino, Zacatepec
- Chiapanec
- Chichimeco-Jonaz
- Chicomuceltec
- Chinantec, Chiltepec
- Chinantec, Ozumacín
- Chinantec, Valle Nacional
- Chocholtec
- Chontal, Highland Oaxaca
- Chontal, Lowland Oaxaca
- Chuj
- Cochimi
- Cocopa
- Cuicatec, Teutila
- Huave, San Dionisio del Mar
- Huave, San Francisco del Mar
- Huave, Santa María del Mar
- Ixcatec
- Jakalteko
- Kickapoo
- Kiliwa
- Kumiai
- Matlatzinca, Atzingo
- Matlatzinca, San Francisco
- Mayo
- Mazatec, Chiquihuitlán
- Me’phaa, Azoyú
- Mixe, Quetzaltepec
- Mixtec, Amoltepec
- Mixtec, Apasco-Apoala
- Mixtec, Cacaloxtepec
- Mixtec, Chayuco
- Mixtec, Chazumba
- Mixtec, Chigmecatitlán
- Mixtec, Coatzospan
- Mixtec, Cuyamecalco
- Mixtec, Diuxi-Tilantongo
- Mixtec, Itundujia
- Mixtec, Magdalena Peñasco
- Mixtec, San Juan Teita
- Mixtec, San Miguel el Grande
- Mixtec, San Miguel Piedras
- Mixtec, Santa Lucía Monteverde
- Mixtec, Sindihui
- Mixtec, Southeastern Nochixtlán
- Mixtec, Southern Puebla
- Mixtec, Soyaltepec
- Mixtec, Tacahua
- Mixtec, Tamazola
- Mixtec, Tidaá
- Mixtec, Tututepec
- Mixtec, Yosondúa
- Mixtec, Yucuañe
- Mocho
- Nahuatl, Central
- Nahuatl, Central Puebla
- Nahuatl, Coatepec
- Nahuatl, Eastern Durango
- Nahuatl, Huaxcaleca
- Nahuatl, Isthmus-Cosoleacaque
- Nahuatl, Isthmus-Pajapan
- Nahuatl, Michoacán
- Nahuatl, Ometepec
- Nahuatl, Santa María la Alta
- Nahuatl, Tabasco
- Nahuatl, Temascaltepec
- Nahuatl, Tetelcingo
- Nahuatl, Tlamacazapa
- Otomi, Ixtenco
- Otomi, Temoaya
- Otomi, Tilapa
- Paipái
- Pame, Northern
- Pima Bajo
- Plautdietsch
- Popoloca, Coyotepec
- Popoloca, Mezontla
- Popoloca, San Felipe Otlaltepec
- Popoloca, Santa Inés Ahuatempan
- Popoluca, Oluta
- Popoluca, Sayula
- Popoluca, Texistepec
- Seri
- Tarahumara, Northern
- Tarahumara, Southeastern
- Tarahumara, Southwestern
- Tectitec
- Tepehua, Tlachichilco
- Tohono O’odham
- Totonac, Tecpatlán
- Totonac, Upper Necaxa
- Totonac, Xicotepec de Juárez
- Totonac, Yecuatla
- Totonaco del cerro Xinolatépetl
- Triqui, San Martín Itunyoso
- Tsotsil
- Venetian
- Yaqui
- Zapotec, Asunción Mixtepec
- Zapotec, Ayoquesco
- Zapotec, Chichicapan
- Zapotec, Choapan
- Zapotec, Coatlán
- Zapotec, El Alto
- Zapotec, Elotepec
- Zapotec, Lachiguiri
- Zapotec, Miahuatlán
- Zapotec, Petapa
- Zapotec, San Agustín Mixtepec
- Zapotec, San Baltazar Loxicha
- Zapotec, Santa Catarina Albarradas
- Zapotec, Santa Inés Yatzechi
- Zapotec, Santa María Quiegolani
- Zapotec, Santiago Xanica
- Zapotec, Southeastern Ixtlán
- Zapotec, Tabaa
- Zapotec, Tejalapan
- Zapotec, Tlacolulita
- Zapotec, Totomachapan
- Zapotec, Xadani
- Zapotec, Yatzachi
- Zapotec, Yautepec
- Zapotec, Zaachila
- Zapotec, Zaniza
- Zapotec, Zoogocho
- Zoque, Chimalapa
- Zoque, Rayón
- Zoque, Tabasco